# 中央線快速
中央線快速（日语：／ Chūō sen Kaisoku */?）是東日本旅客鐵道（JR東日本）旗下的中央本線之內，由東京都千代田區東京站開始至東京都八王子市高尾站結束的快速列車在運行系統的資訊上與營業上的稱呼。路線圖等資訊顯示為以山梨縣大月市大月站為止。車站編號使用的路線記號為JC，代表顏色為橙色（■，國鐵朱色1号），使用該顏色作為塗裝的快速列車也被稱為「橙色電車」（オレンジ色の電車）。
御茶之水站－三鷹站之間的複複線路段之內，快速列車與優等列車行走的軌道的正式名稱為「中央急行線」（后述），而書籍、雜誌、報章與JR的新聞稿等則以東京站－高尾站、大月站之間的運行系統顯示為「中央快速線」。JR的路線圖與車站月台等顯示為「中央線（快速）」、「中央線快速电车」，但單純以「中央線」顯示較多。

## 概要
它是从东京市中心的东京站出发，经由山手副中心之一的新宿站，通往并连接多摩地区的多个城市的一条通勤通学线路。开行有特急列车 "甲斐路"和 "梓"来往东京与甲府和松本之间，还有特急" 富士回游 "自大月站直通进入富士山麓电气铁道富士急行线来往于河口湖站。
该线路在多摩地区有吉祥寺站、立川站和八王子站等多摩地区最著名的大型车站和闹市区，该线路也与东京地铁东西线、丸之内线、京王井之头线、南武线和横滨线相邻，这些线路的起点和终点均设在中央线各站，因此中央线是多摩地区最重要的线路。它是多摩地区唯一一条东西走向的铁路线，除直通地下铁的方式外，乘坐该路线无需换乘即可到达东京市中心。饭田桥站和四谷站之间的线路是沿着江户城的外护城河修建的，而东京站和新宿站之间的线路是山手线以内除地铁线路以外唯一的铁路线路。因此，东京站、神田站 - 新宿站之间的乘车时间比山手线更短。
该线路起源于 1933 年（昭和 8 年）开始在东京站和中野站之间运行的 "急行电车"，后来更名为 "快速电车"。日本国营铁路时代推出的101 系及以后的列车使用橙色朱红（■，国铁朱色 1 号）作为车身颜色，该颜色也被用作该线路的线路颜色和乘客信息标示。
基本的运行系统是在东京站和高尾站之间，但几乎全天也有从自立川站直通青梅线，来往青梅站的列车，还有主要在早晨和傍晚开往山梨县大月站的班次，以及直通富士急行线来往河口湖站的列车。
在御茶之水站和三鹰站之间的复复线路段，会与中央·總武緩行線的直接来往千叶的普通列车并行。 除了御茶水站附近是按方向双轨运行，其他路段都是按轨道双轨运行，每条轨道都独立运行，不考虑不同列车间的接续问题。中央线在日本国有铁道（JNR）时代因通勤五方面作戰而采用四线的线路中，仍然有一小段双轨路段，原计划将其四线化且一直延伸到分支青梅线的立川站，但未能实现。
在新宿站 - 八王子站（京王八王子站）以及高尾站之间，该线路与京王电铁的京王线和高尾线竞争。1967 年，日本国有铁道首次设立了特别快速（中央特快），与京王线的特急（无需特别票价的列车）竞争。
与东京都内的其他 JR 线路一样，特别是在 COVID-19 疫情之前，中央线是继横须贺线、东海道线和中央·總武緩行線之后最繁忙的线路之一， 但中央线拥有根深蒂固的人气，被称为 "中央线文化"，中野站、高圆寺站、阿佐谷站、荻洼站和吉祥寺站等许多车站都曾被房地产公司评为最佳居住地。 中央线具有很强的原创性，许多车站经常被房地产公司评为理想居住地，中央线沿线还出版了许多城市旅游书籍。自 2007 年 10 月起，JR 东日本八王子支社制作了 "我爱中央线 "海报。 海报，在车站和列车悬挂物上张贴。

### 名称由来
东京站至神田站区间属于东北本线，代代木站至新宿站区间属于山手线，其他区间属于中央本线。 在日本国铁时代，这两段线路属于重叠线路所属，但在国铁私有化后发生了变化。系统的线路指示称为 "中央东线"，区段为 "东京 - 神田 - 御茶之水 - 代代木 - 新宿 -韮崎"。东京站至神田站之间的路段与 "东北线 "重复，而 "山手线 "代代木站至新宿站之间的路段则被分割开来。其中，御茶水站至中野站之间的线路早在日本国铁时代就已实现四线化，旅客列车一直在四线线路上运行，并提供急行运行的列车，现在快速列车和长距离列车走行的线路的正式名称为“中央本线”。
过去，现在的快速电车被称为急行电车，但在松本和甲府方向的准急列车升级为急行列车（收取额外费用）后，免费的急行列车改名为快速列车。

### 路線資料
以東京站－高尾站之間為準（御茶之水站－三鷹站之間只限急行線）。
- 路段（營業距離）：東京站－高尾站間 53.1公里
- 管轄（事業類別）：
  - 東日本旅客鐵道（第一種鐵道事業者）:53.1 km（全线）
  - 日本货物铁道（第二種鐵道事業者）：42.8 km（新宿站 - 高尾站）
  - 東京站－西荻窪站間：東京支社（日语：東日本旅客鉄道東京支社）
  - 吉祥寺站－高尾站間：八王子支社（日语：東日本旅客鉄道八王子支社）
    - 杉並區與武藏野市的行政境界附近為兩支社的邊界標識（日语：JR支社境）。
- 軌距：1067毫米
- 站數：24個（包括起終點站。急行線上沒有月台的車站除外）
- 複線路段：全線
- 電氣化路段：全線（直流電1500V）
- 閉塞方式：（複線）自動閉塞式
- 保安裝置：ATS-P
- 最高速度：
  - 东京站－八王子站間：100公里/小時（由 E233系0番台或 209系1000番台车辆运行的列车[15]）、95公里/小时（其他列车）
  - 八王子站－高尾站間 優等列車130公里/小時、普通列車100公里/小時
- 運轉指令所（日语：運転指令所）：東京綜合指令室
- 列車運行管理系統（日语：列車運行管理システム）：東京圈輸送管理系統（ATOS）
- 车辆基地：丰田车辆中心（丰田站）、丰田车辆中心武藏小金井派出所（武藏小金井站）
- IC卡乘车区间：全线（Suica首都圈区域）

## 運行形態
在东京站和高尾站之间，御茶水站和三鹰站之间的路段是由快速线和缓行线组成的四线路段，快速线上运行快速列车，缓行线上运行停靠各站（中央·總武緩行線）的列车。御茶之水站附近的线路为方向双轨，但御茶水站以西的线路为线路双轨。中央线在进行了优先考虑客货分离的大规模翻修后转为客运服务为主，翻修期间仅在四线路段的出入口设置了交叉渡线。除各站停车列车，所有特急列车和快速列车均在快速线上运行。
在中央线快速的定期列车中，与原国铁时代对应的短距离列车，按停靠站数递减的顺序依次为通勤特快、中央快速、青梅快速、通勤快速和快速。其中，中央特快、青梅特快和快速几乎全天运行，而其他类型的列车只在特定时段运行。 "特快"是 "特别快速 "的缩写。
这些快速列车运行频率很高，白天时段，在东京站-新宿站-立川站之间每小时有 14 班列车运行（4 班中央特快、1 至 2 班青梅特快和 8 至 9 班快速），工作日的上午一小时内能有 29 班列车（上午 8 点时段在新宿站上行到达的班次数量），白天时段在御茶之水站-新宿站-中野站之间的缓行线上，每小时有 11 至 12 列列车，几乎每隔 5 分钟一班车， 平日的早上每两分钟就有一班车，总数能达到 24 班。
在下行列车方面，特别快速和通勤快速自立川站起，快速列车自中野站起（周六、周日和节假日[包括年底和新年期间]为吉祥寺站起，下同）会在各个车站停车。在各站停靠的区间，车站和列车（E233 系）的车辆种别显示会关闭，并标示列车为 "各站停靠 "或 "普通"（从高尾站开始）。至于上行列车，在御茶之水站和神田站不会显示列车种别，只显示 "开往东京"，而在新宿站和四谷站，所有快速列车和更高级别的快速列车都会停靠在同一个车站，因此所有快速列车和更高级别的快速列车都会标示为 "快速"。(例外情况下，只有假日快速列车在四谷站前以相同类型和列车名称引导乘客）。在中野站，则没有统一的标示方法。
从东京站和新宿站出发的经过快速线行驶的下行列车（包括特急列车）在三鹰站前不会进行超车或待避。 此外，从三鹰站到终点站东京站，除了一些平日在中野站等候特急列车和通勤特快列车通过的快速列车外（输送中断情况除外），上行列车也不会进行超车或待避。
虽然自日本国有铁道时代起，列车的运行系统就在高尾站进行了分割，但自 1986 年 11 月 1 日时刻表修订以来，直通大月站的班次有所增加，以弥补前往新宿站的中央本线普通列车（中距离列车）的减少（后来取消）。 在高尾站和大月站、河口湖站之间，所有从不止于高尾站继续直通运行去往大月方向的列车其番号都以 "M "结尾，并且都是做为"普通"列车（中距离列车），与其在高尾站以东的列车种别无关。在印刷的时刻表中，列车也被标记为 "东京 - 高尾间的快速列车"。 不过，对于上行列车，即使在同一区间，车站和列车也会标明列车在高尾站以东的列车种别（如快速列车）。
|            | 上行（新宿・东京方向）   | 下行（立川・高尾方向）   |
| ---------- | ------------------------ | ------------------------ |
| 早晨       | 快速・中央特快・青梅特快 | 快速・中央特快           |
| 上午       | 快速・通勤特快           | 快速                     |
| 日间       | 快速・中央特快・青梅特快 | 快速・中央特快・青梅特快 |
| 傍晚・夜间 | 快速・中央特快・青梅特快 | 快速・通勤快速・中央特快 |
| 深夜       | 快速                     | 快速・中央特快           |

- 临时列车、普通列车和特急列车等不包括在上表中。

### 特急
特急列车“梓”号和“甲斐路”号大约每 30 分钟一班，往返于新宿与甲府、松本之间。也存在一些往返于东京站和千叶站的班次。 所有定期列车现在均使用E353系车辆运行。 此外，“富士回游”列车与部分“梓”和“甲斐路”列车会联结运行，直通富士山麓电气铁道富士急行线，行驶在新宿站至河口湖站间。 E257系列车有时也会临时用于“梓”、“甲斐路”和“富士回游”列车。
在早晨和傍晚，也開行特急“八王子”“青梅”列车，其由下文所述的通勤Liner“中央Liner”和“青梅Liner”发展而來。

### 通勤特快
自 1993 年 4 月 10 日起，这种列车只在工作日早高峰时段开往东京，目的是缩短长距离乘客的旅行时间，并将长途和短途的乘客分流。 它也被称为 "通勤特别快速"，但没有缩写。列车种别标示颜色为红色。
该列车，青梅线的青梅站始发有两班，从大月、高尾发车的列车各有一班，一天内共计运行四班。 高尾站和御茶之水站之间均快速运行。 在这一段快速运行的区间，列车仅停靠八王子站、立川站、国分寺站、新宿站和四谷站，在国分寺站和新宿站之间，列车会经过三鹰站和中野站，中央特快列车和青梅特快列车会停这两个站，因此这两个站是无需额外费用的列车停靠次数最少的地方。停车站数量自开设以来没有变化。在大月站和高尾站之间以及青梅线内，列车在每个车站都会停靠。
在立川站和国分寺站与快速列车进行缓急接续，在三鹰站和中野站会超越快速列车。让中央线成为唯一一条拥有 "通勤特快 "列车类型的线路。　
通勤特快列车的东京方向的 1 号车厢设有女性专用车厢。

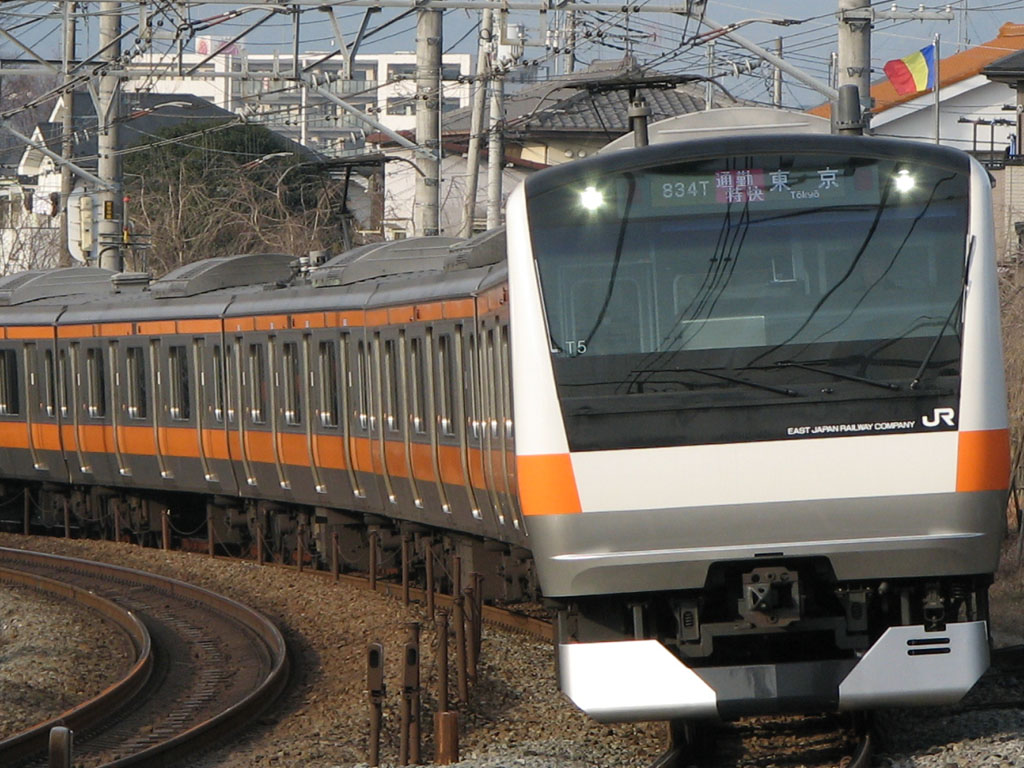
通勤特快
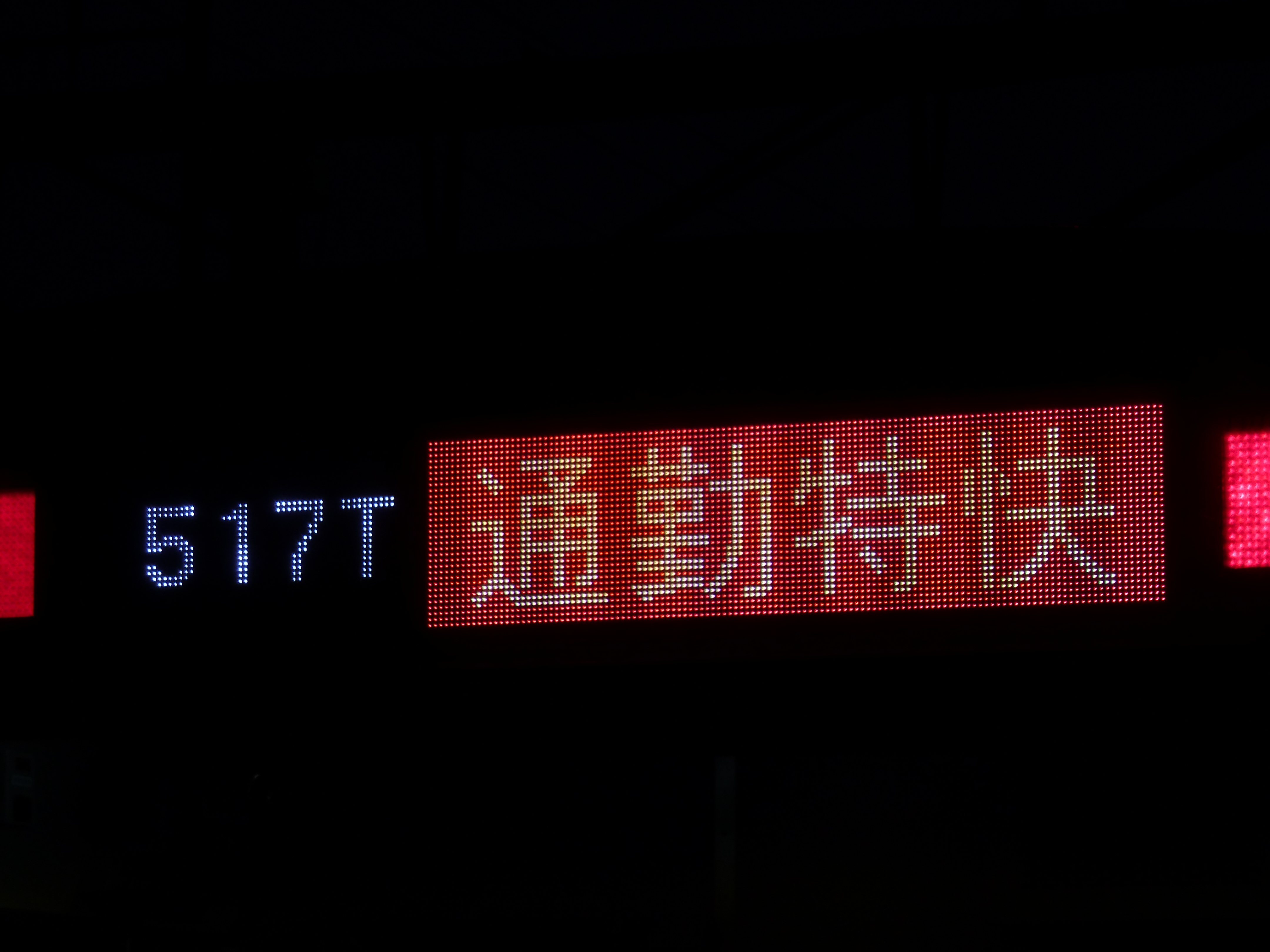
通勤特快LED表示

### 特别快速（中央特快・青梅特快）
为了与京王线的特急列车（无需额外特急费用）竞争，诞生了这种更高级别的快速服务，于1967 年 7 月 3 日开始运行，即为日本国铁时代中野站和荻洼站之间四线化工程完成的第二年。这种列车在中野站和立川站之间快速运行。目前，列车运行时间为清晨至深夜，其中自立川来往八王子和高尾的列车称为中央特快，来往直通进入青梅线的列车称为青梅特快。中央特快的列车种别标示颜色为蓝色，而青梅特快的标示颜色为绿色。 不过，平日的早高峰上行和晚高峰下行不开行，这两个时段会运行通勤特快（上行）和通勤快速（下行）。
中央线是日本国铁第一条设定 "特别快速 "列车的线路，当时停靠东京站、神田站、御茶之水站、四谷站、新宿站、中野站、三鹰站以及立川站和高尾站之间的所有车站。开行之初，每小时有三班车，1970 年 10 月增加到每小时四班车，但由于特别快速通过站的乘客提出投诉，1985 年 3 月 14 日又恢复到每小时三班车。自 1987 年 4 月 1 日国铁民营私有化后，特别快速服务只在白天提供。
1988年12月1日，国分寺站的月台扩建为两台四线，并新设了直通来往青梅线的特别快速 "青梅特快"。传统的特别快速列车改名为 "中央特快"，会停靠在国分寺站。自 1993 年 4 月 10 日修订时刻表后，青梅特快也停靠在国分寺站，从而统一了中央特快和青梅特快在中央线上的停靠站点。此后，在工作日和周末的白天，每小时约有班列列车运行（约每 15 分钟一班），一般比例为三班中央特快和一列青梅特快。自 2013 年 3 月 16 日修订后，列车数量已增至工作日白天每小时 5 班，周末和节假日每小时 6 班（4 班中央特快 加上平日 1 班青梅特快，周末节假日则有 2 班）。
在 2017 年 3 月 4 日的时刻表修订中，取消了平日深夜运行的从新宿出发、途经中野站的下行中央特快班次，所有中央特快列车从 3 月 6 日（即星期一）起，按照适用于东京站的时刻表到达和离开东京站，所有下行特别快速列车统一停靠中野站。
在 2022 年 3 月 12 日的修订中，中央特快仅在平日白天时段的下行列车上每小时减少一班，即每小时三班中央特快和一班青梅特快，共计每小时四班。
该列车，会在三鹰站、国分寺站、立川站（仅部分列车）或丰田站（仅部分上行列车）与快速列车进行[缓急接续]]（清晨和深夜除外）。 大部分列车在东京站-新宿站-高尾站之间运行，但也有一些列车往返于大月站；周末及节假日时，上下行会各有两班列车往返来往富士急行线的河口湖站。 青梅特快往返于东京站和青梅站之间。 以前，周末和节假日有一班上行列车，其两部分编组分别从五日市线的武藏五日市站和八高线的高丽川站发车，在拜岛站进行编组的联结然后共同运行，但随着 2022 年 3 月 12 日的时刻表修订而停运。 一些中央特快列车（高尾以西的列车）在高尾站、相模湖站或四方津站等待特急列车通过。
在 2023 年 3 月 18 日的时刻表修订中，由于绿色车厢的引进，青梅线的青梅站至奥多摩站之间将仅有四节车厢编组的单人运转列车运行，因此直通青梅线的列车运行区间缩短至青梅站，东京站至青梅站之间的列车，尤其是白天时段的列车，平日将减少为 18 班上行列车和 17 班下行列车，周末则为 21 班上行列车和 17 班下行列车。

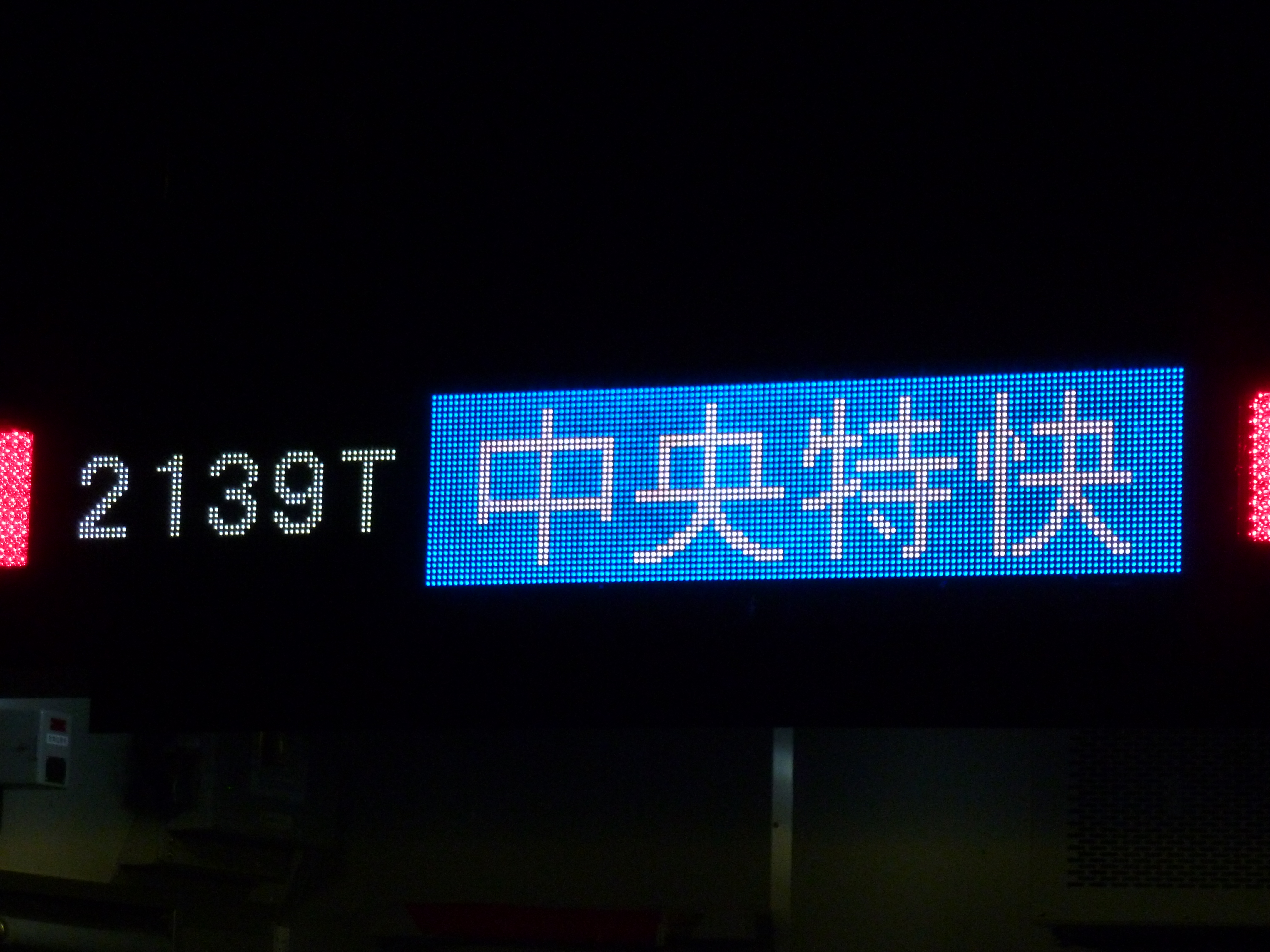
中央特快LED表示
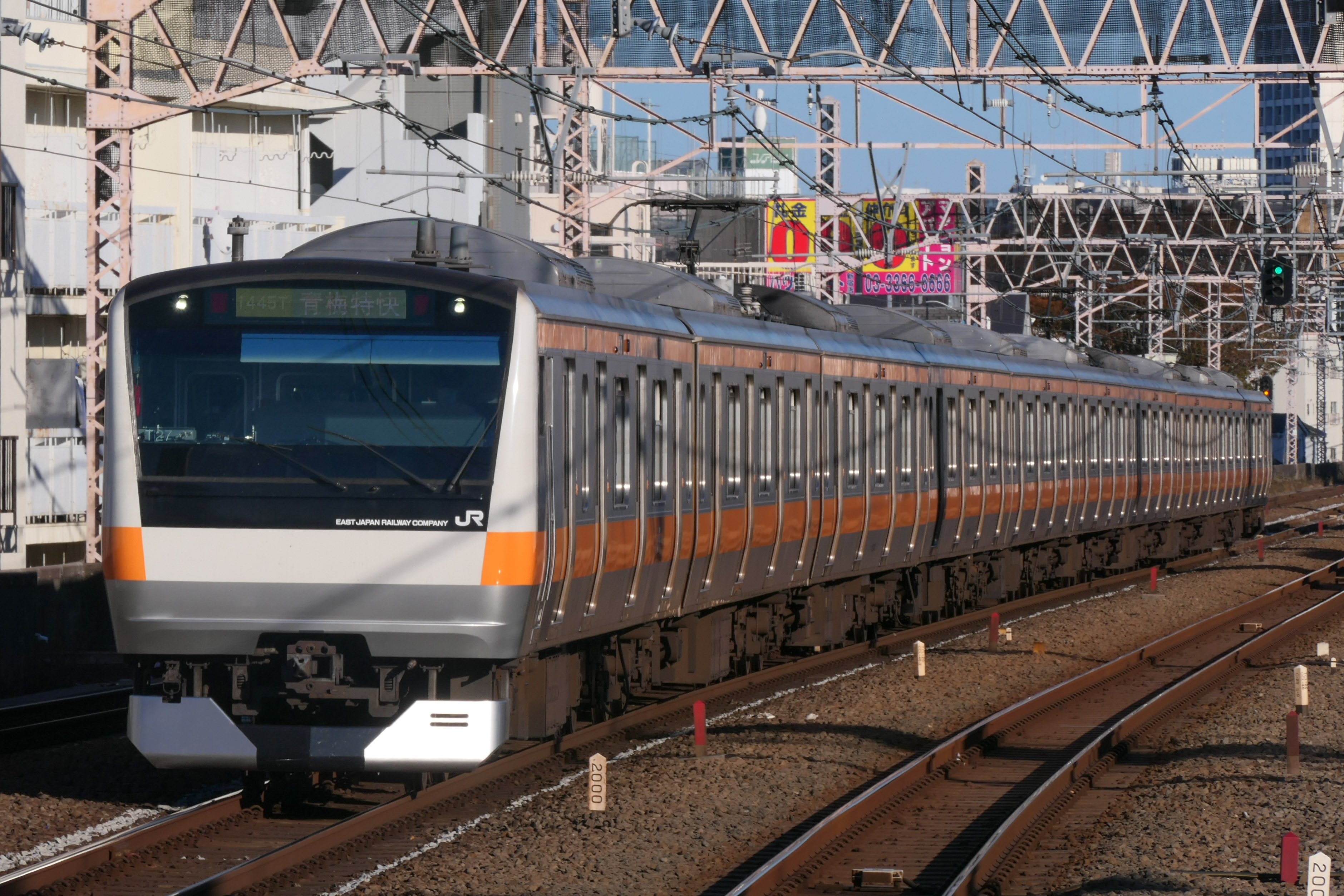
青梅特快
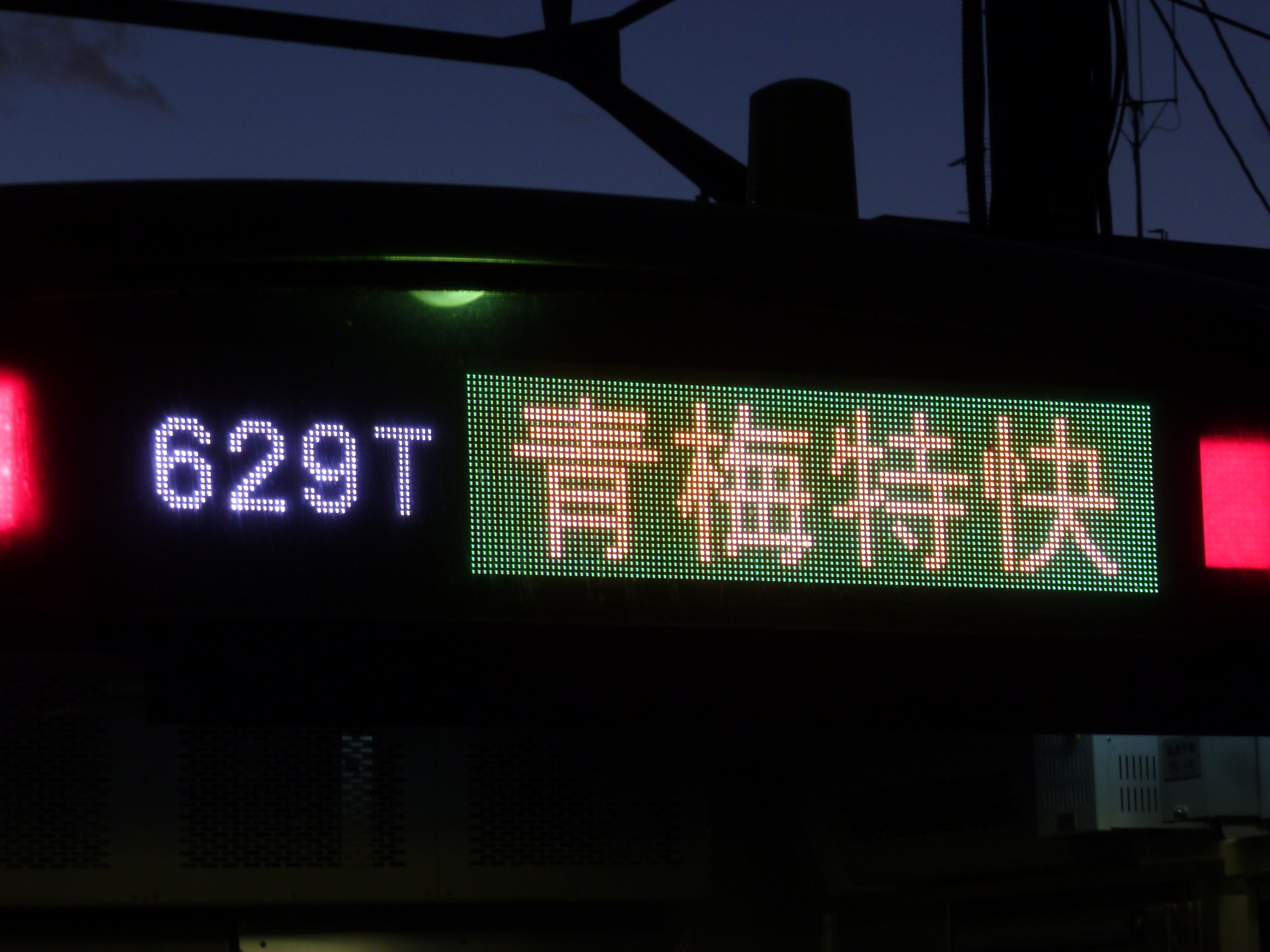
青梅特快LED表示

### 通勤快速
这种类型的列车自 1986 年 11 月 1 日（日本国有铁道的最后时刻表修订，即 1986 年 11 月 1 日）起开始运行。列车种别标示颜色为紫色。 它仅在平日 17:00 至 21:00 之间从东京开出，在这一时间段替代下行的特别快速列车。
该种列车开设之初，东京有六个始发班次，新宿有三个始发班次[26]。 从东京站到三鹰站（快速运行区间）之间，列车会在神田站、御茶之水站、四谷站、新宿站和中野站停车，从三鹰站到终点站高尾站这一段，列车在各站停车。
从新宿始发的列车会直接通过中野站。后来，三鹰站和立川站之间的国分寺站也成为停车站，再到1988 年 12 月 1 日，列车开始在荻洼站和吉祥寺站停靠，直至今日。
截至 2019 年 3 月 16 日， 从东京出发的速达列车从 17:00 到 21:00 每小时最多运行 4 班。
与 "中央特快 "和 "青梅特快 "不同的是，该列车会停靠荻洼站和吉祥寺站。
同时，与"通勤特快 "的不同之处是，它还停靠西八王子站、丰田站、日野站、三鹰站、吉祥寺站、荻洼站和中野站，而且如上所述，"通勤特快 "只在上行方向运行，而 "通勤快速 "只在下行方向运行。
该列车会在三鹰站、国分寺站和立川站与快速列车（各站停车的区间）进行缓急接续。 一些通勤特快列车在丰田站、高尾站、相模湖站或四方津站等候特急列车通过（主要是开往大月站或河口湖站的列车。 只有 20:35自东京始发（20:50于新宿发车）前往高尾的列车会在丰田站等候 21:00 从新宿出发的 “梓”55号 特急列车）。
在目前的时刻表中，列车主要开往高尾，但也有开往大月、青梅和富士急行线河口湖的列车（列车末尾的6节车厢会止于大月站）。

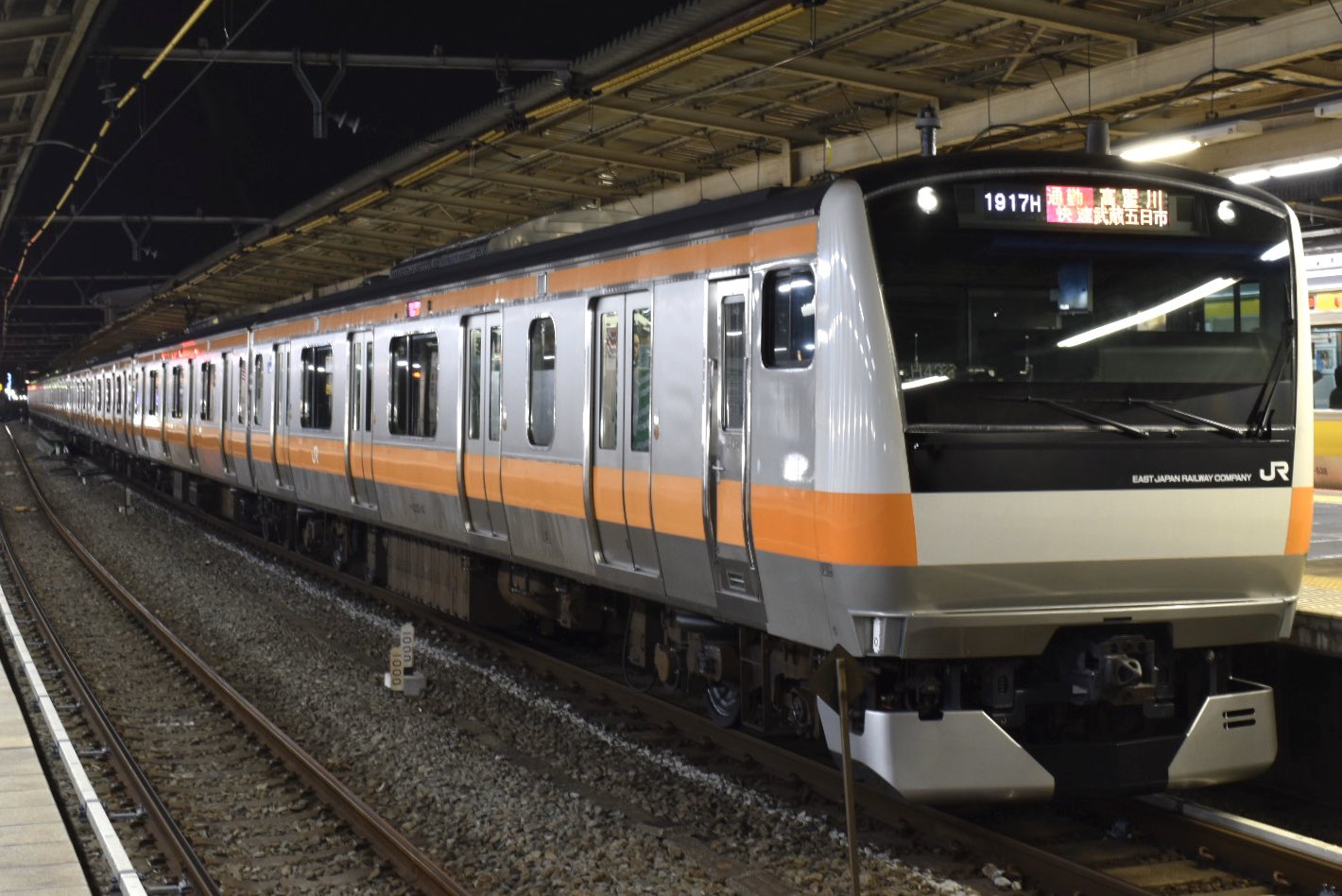
通勤快速
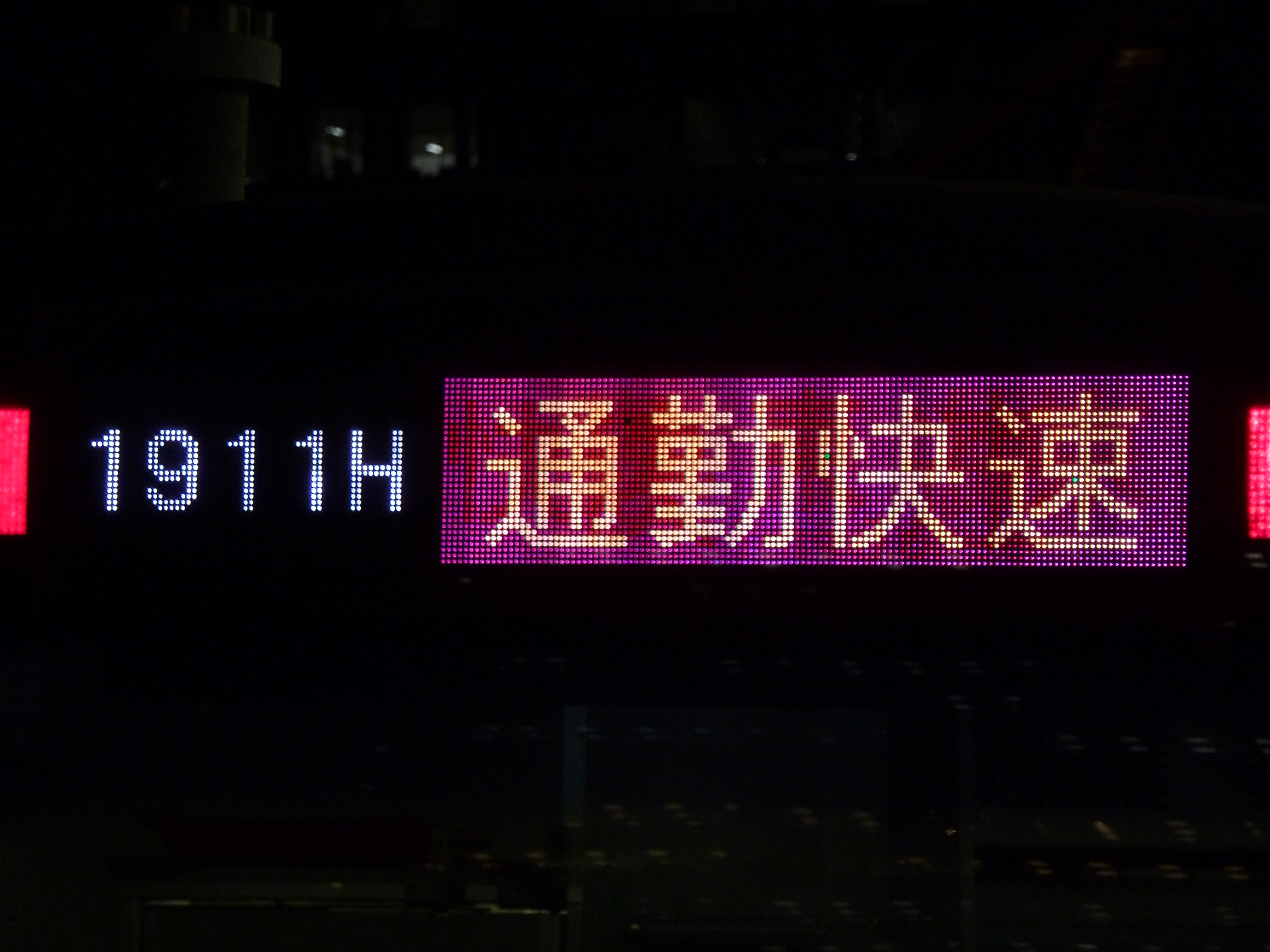
通勤快速LED表示

### 快速
这是中央快速线上最常见的基本列车类型，在御茶之水和中野（周末和节假日为吉祥寺）之间的复复线区间会快速运行（(只有使用E233 系的列车，平日在中野站以西、周末和节假日在吉祥寺站以西作为 "各站停车 "进行标示引导）。列车于 1933 年 9 月 15 日以 "急行"的名称开始运营，1961 年 3 月 20 日更名为现在的 "快速"。列车种类标示颜色为橙色。
开通之初，该线路停靠东京站、神田站、万世桥站（后停业）、御茶之水站、四谷站、新宿站以及自中野站以外的所有车站，仅在工作日高峰时段运营。后来，在 1959 年 11 月（昭和 34 年），该列车开始在工作日的白天时段运行，并在 1966 年 4 月（昭和 41 年）开始在周末运行。中野站和三鹰站之间的线路进行四线化后，列车平日继续在中野站以外的各站停靠，仅在周末和节假日会通过高円寺站、阿佐谷站和西荻洼站。自 1987 年 4 月 1 日起，大多数夜间（22:00 以后）从东京出发的快速列车要么开往武藏小金井站，要么开往立川站和丰田站，只有少数各站停车列车和通勤快速列车开往八王子站和高尾站。
在 2008 年 3 月 15 日（平成 20 年）实现时刻表均等化后，每小时约有 10 班该列车运行；在 2013 年 3 月 16 日（平成 25 年）的时刻表修订中，东京站-新宿站-立川站之间的日间时段没有增开快速特快列车，而是将快速列车设定为每小时约 9 班（周六和节假日为 8 班）。在 2017 年 3 月 6 日（平成 6 年）起修订的时刻表中，东京22点时段的最后发车的列车（于新宿 23:00 之后出发的）有所增加，同时也设定了23点时段和0点时段于新宿始发的列车（大久保，东中野会通过不停车）。在 2020 年 3 月 14 日的时刻表修订中，往返东京站的列车改为从清晨到深夜的全天候列车，取消了平日在新宿站始发终到的深夜列车。
列车主要往返于东京站 - 新宿站 - 立川站、丰田站、八王子站和高尾站之间，以及往返于青梅线青梅站和大月站。早晚还有在武藏小金井站、国分寺站、富士急行线河口湖站和奥梅线河边站始发终到列车。大部分上行列车是开往东京的，但也有开往三鹰和武藏小金井的深夜时段列车，以及周六和节假日上午开往新宿的列车（这些列车也做为在新宿折返并担当假日快速奥多摩车辆，大部分列车在新宿站的下行线的 11 站台到达，也有部分列车在7 站台到达）。大多数下行列车也从东京出发，只有少数列车在清晨和傍晚从三鹰、武藏小金井、立川和丰田出发。
仅在三鹰站以西运行的列车不会通过任何车站，但被归类为快速列车。 E233 系列车在所有区段均不显示此类列车的类型。
该列车会在立川站、国分寺站、三鹰站与中央特快、青梅特快、通勤快速进行缓急接续（中央特快仅在丰田站），在立川站、国分寺站与通勤特快进行缓急接续，在新宿站、三鹰站、立川站、八王子站与特急列车进行接续。此外，列车还可在四方津站、相模湖站、高尾站、丰田站、国立站、东小金井站和中野站等候中央特快、通勤特快和特急通过。

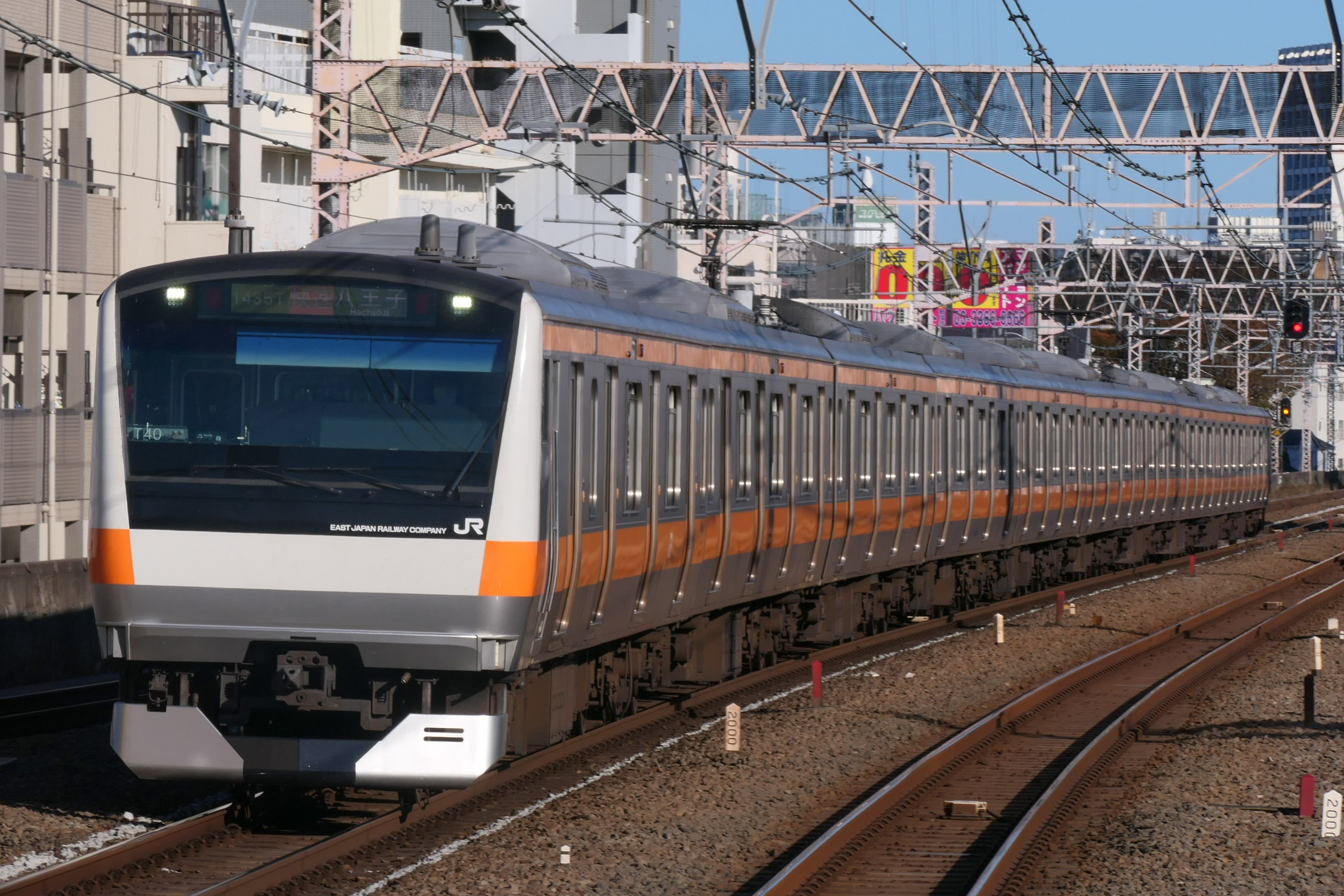
快速
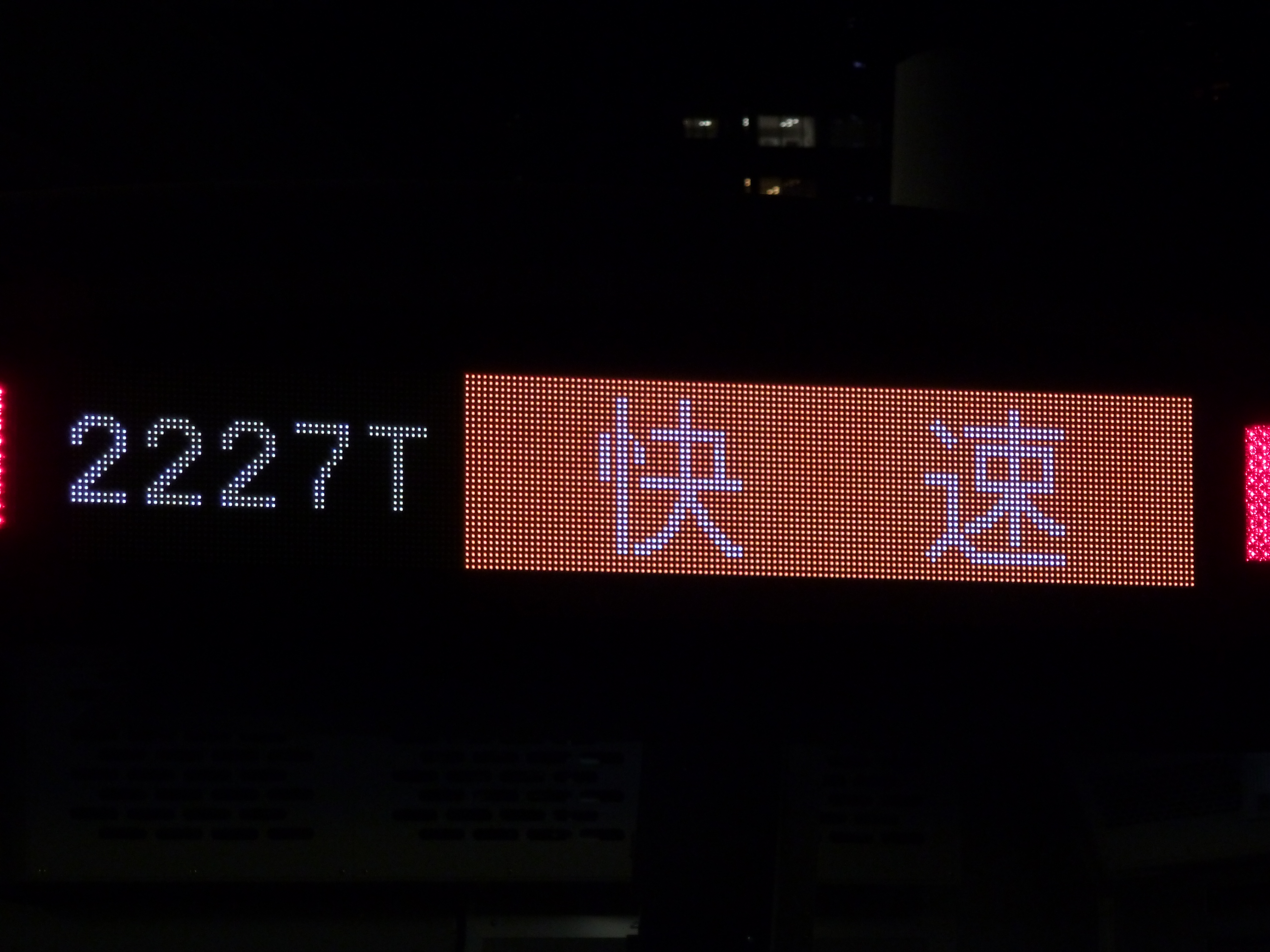
快速LED表示

### 普通（中距离列车）
立川站和高尾站之间，有三车门的普通列车运行，这些列车是开往中央本线大月站和甲府站方向的中距离列车。高尾站的列车车次和类型没有变化，立川站和高尾站之间的列车仍为 "普通 "列车。 在立川站、丰田站、八王子站和高尾站始发和终到的列车中，几乎有一半在高尾站进行折返，白天时段在高尾站与中央特快互相进行缓急接续。 根据时间的不同，列车还在高尾站与在途中站始发终到的快速列车接续（例如，开往丰田的快速下行列车与从立川出发的列车接续）。
在 1933 年 7 月 15 日之前，列车也会来往于东京站，1911 年 5 月 1 日全线通车后，中央本线全线也曾一度设定有全区间行驶的列车。 战后，随着 "三多摩"周边城区的扩大和人口的急剧增加，东京站和高尾站之间的快速列车陆续引进了 101系、103系 和 201系等当时最先进的四车门通勤列车，并设置了特别快速列车和通勤快速列车，以满足短途需求。随后运营模式以短途需求为主，但当时新宿站和立川站之间的普通列车还使用三车门箱式座位（Box seat）的 115 系列车，使线路变得拥挤不堪，因此新宿站的到发列车数量减少（到 20 世纪 70 年代末，中央线的普通客车列车（指国铁时代机辆模式的客运列车）完全停运时，该比例降至每两小时一列）。
在常磐线上，中距离列车和通勤列车并存，甚至通勤列车也升级为 15 节车厢编组的列车，以满足增加的需求，但中央线却没有这样做，而是采取了白天每隔几分钟开行一列 10 节车厢编组的快速列车的措施。因此，很多在立川站和高尾站始发终到的短编组列车都是来往甲府站和松本站方向的。在 1984 年 2 月 1 日的时刻表修订中，往返新宿的列车有 9 列下行列车和 7 列上行列车（包括 1 列下行列车和 1 列上行夜行车）。1985 年 3 月 14 日时刻表修订后，新宿站白天不再有始发和终到的列车，只有早上和傍晚才有始发终到列车。
从新宿站出发的普通列车曾停靠立川站、八王子站和高尾站以西的所有车站，但从 1986 年 11 月 1 日起，这些列车也开始停靠三鹰站（后来也停靠西八王子站）。 但是，1993 年 12 月 1 日，往返于新宿站的列车停运（这些列车在对东京站和大月站之间的运行情况进行审查并增设站点后，被并入中央特快列车），普通列车不再进入市中心，仅在立川站和高尾站进行始发终到， 1996 年 12 月 1 日，列车也开始停靠日野站和丰田站，不再通过其他车站。

### “武藏野号”
|            | 开往大宫     | 开往大宫 | 开往大宫   | 大宫始发 |
| 八王子始发 | 府中本町始发 | 計       | 开往八王子 |          |
| ---------- | ------------ | -------- | ---------- | -------- |
| 早上       | 1 / 2        | 2 / 1    | 3 / 3      | 1 / 1    |
| 傍晚-夜间  | 1 / 1        | 0 / 0    | 1 / 1      | 2 / 2    |
| 計         | 2 / 3        | 2 / 1    | 4 / 4      | 3 / 3    |

在国立站以西，武藏野号列车通过武藏野线在中央线和东北本线大宫站)之间运行。 该列车原本是临时快速列车，但由于在 2010 年 12 月 4 日成为定期列车，其列车类型也在同一天变更为普通列车[报告 9]。运行车辆使用武藏野线的 209系 和 E231 系。最初，其在中央线内的停车站与通勤特快相同（立川站和八王子站），并通过国立站、日野站和丰田站。一些开往八王子的列车在立川站停靠，接续去往青梅，武藏五日市的一部分快速列车，而开往大宫的列车则在立川站接续从丰田或青梅出发的快速列车或青梅特快列车。
随着 2014 年 3 月时刻表的修订，原来作为通过站的三个车站都变成了停车站，加上大宫站至武藏野线新小平站之间这些原本的各站停车区段，至此该列车变为在全区间各站停车。 由于线路构造原因，该列车自运营以来一直未在武藏野线西浦和站停车。

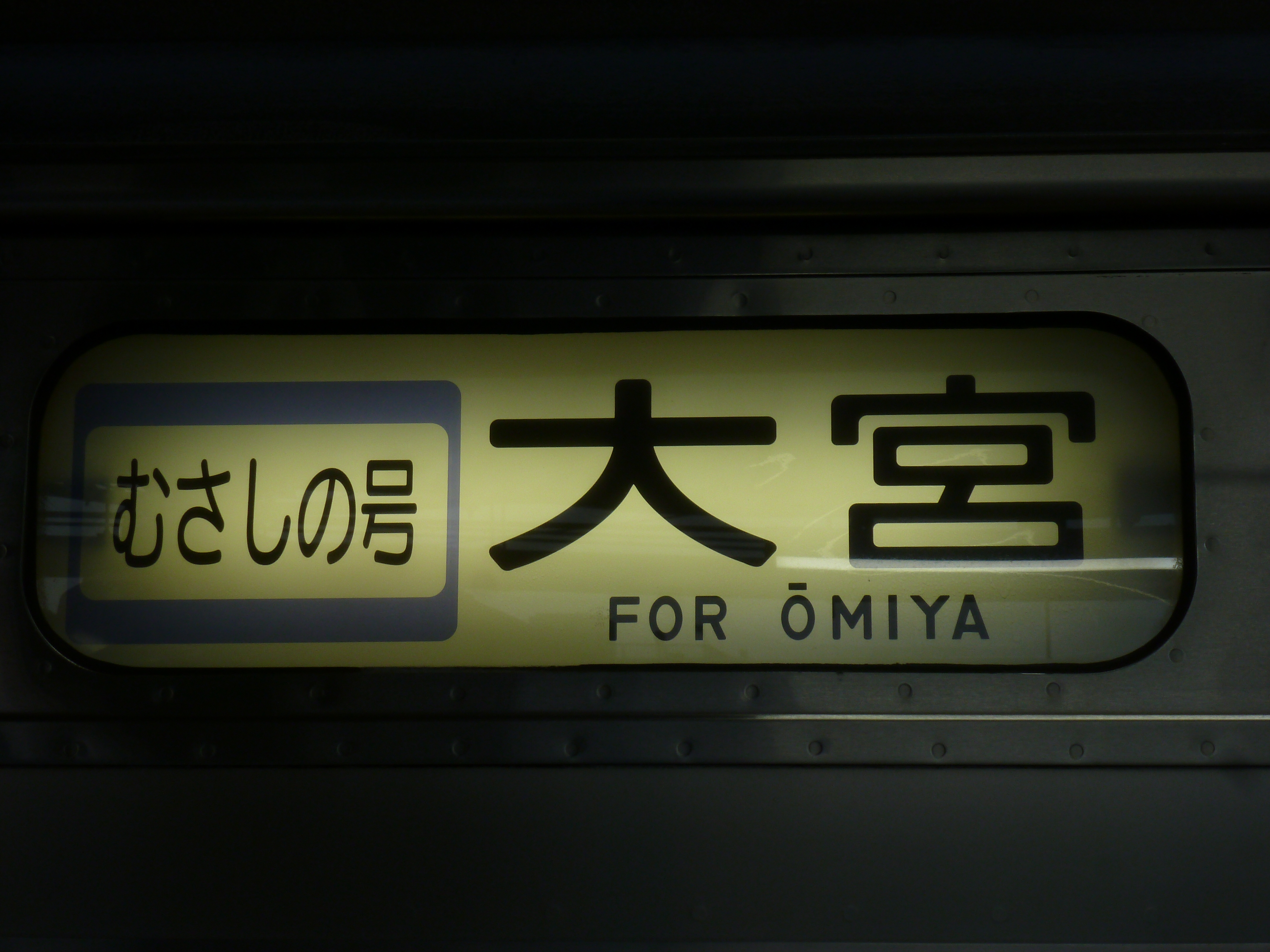
武藏野号幕表示
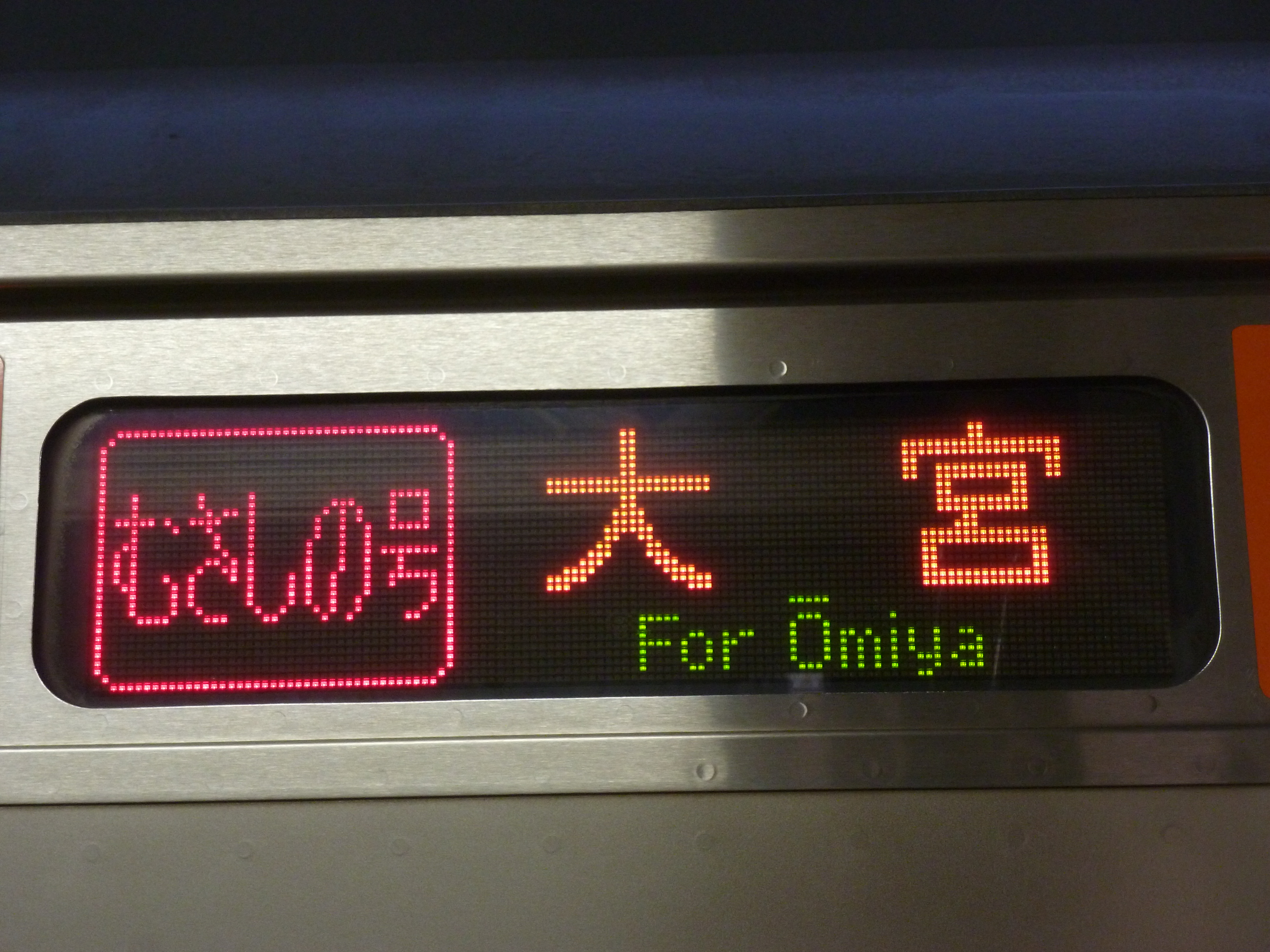
武藏野号LED表示

### Holiday快速
在周末和节假日，为度假者和其他乘客开行的假日快速列车。
该定期列车 "Holiday快速奥多摩"直通青梅线运行，也被列入特别快速列车的部分，在青梅线内也会快速运行。 基本上，去往青梅线方向的列车从新宿始发，去往东京方向的列车则开往东京。

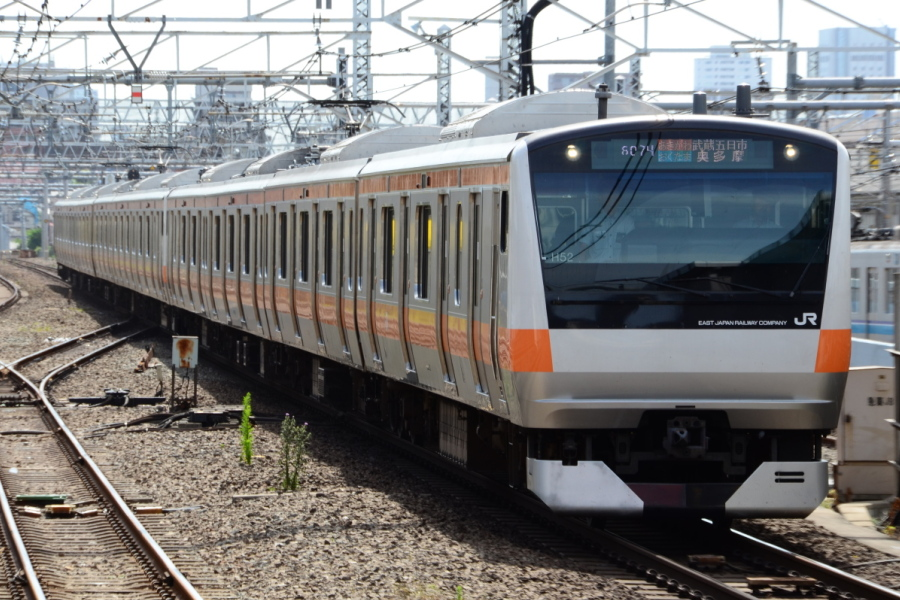
Holiday快速「おくたま」「あきがわ」
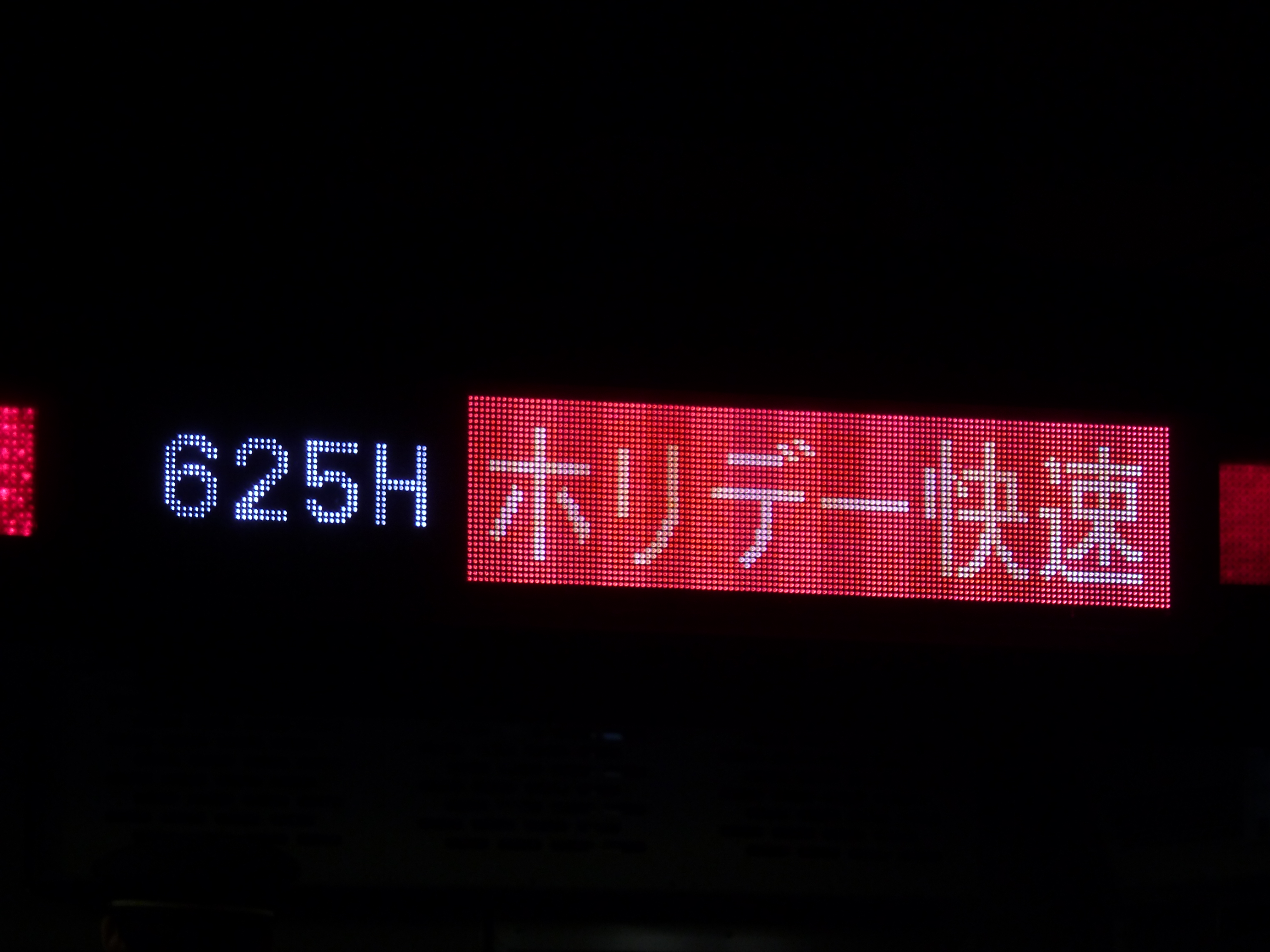
Holiday快速的LED表示
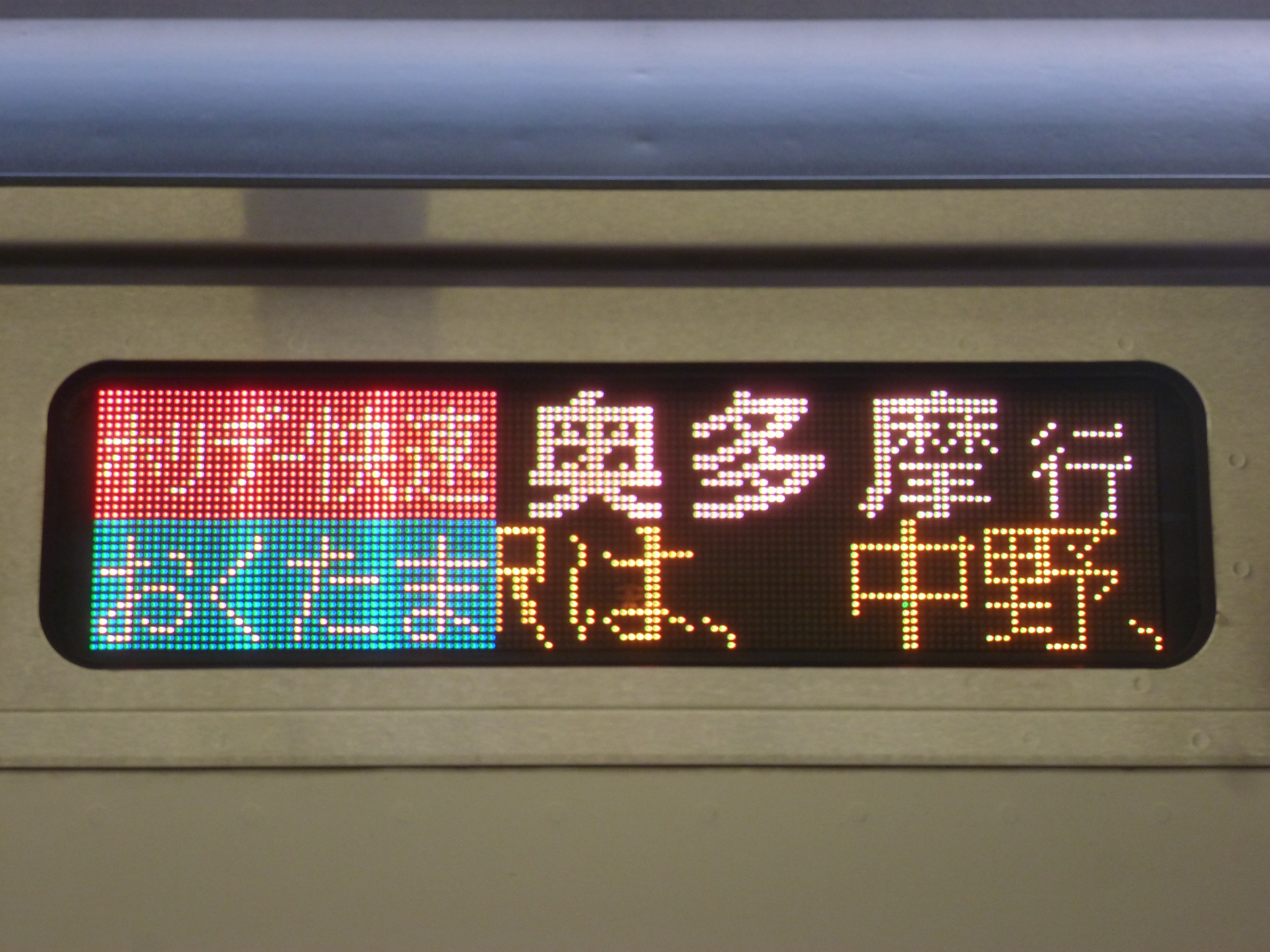
奥多摩号的LED表示

## 使用車輛
本节介绍迄今为止作为快速列车（原急行列车）运行的车辆。 特急列车、急行、HomeLiner、武藏野线直通列车和中距离列车使用的车辆，请参见梓号列车、甲斐路号列车、八王子號、青梅號列車、富士回游号列车、武藏野号列车和中央本线。

### 現役車輛
目前，中央线快速系统使用的是两侧各有四个车门的 10 节车厢编组列车，但也分为两种类型：10 节车厢贯通编组和 6 节编组与 4 节编组联结而成的10节车厢编组（以下将后一种编组类型称为 "分体编成"，将这种编组分割的运行方式称为"分体运行"）。 在 2023 财政年度引入綠色車廂后，将使用 12节车厢的贯通编组和由 8节车厢编组和 4 节车厢编组联结而成的12节车厢的分割编组。
- E233系0番台（2006年12月－）：60个编成（共计600节车厢的仅限中央线使用的编成）
  - 中央线快速系统上的首批不锈钢车厢，车身侧面涂着橙红色（■）的色带；车身也比 201 系列的车厢宽。
  - 自 2006 年 12 月 26 日[3] 起，东京站 - 青梅站和大月站之间开始运行 这种10 节车厢编组的列车。 次年，从 2007 年 3 月 18 日修订的时刻表开始，直通青梅以西、五日市线、八高线和富士急行线的列车也开始使用分体编成以进行分体运行。以前201 系的分体编组，4 节车厢编组靠东京一侧 ，6 节车厢编组靠大月一侧，而 E233 系则变为 6 节车厢编组靠近东京一侧、4 节车厢编组靠近大月一侧。201 系列车只有在快速运行时才显示目的地，而 E233 系的目的地指示器上则写有 "快速 "字样[註 7]。
  - 至于中央线使用的车辆，共建造了 57 列，包括 10 节车厢贯通编组（T1 - T42 编成）和 6节车厢 + 4节车厢的分体编组（H43 - H57 编成），但在 2008 年 3 月的时刻表修订中，运行车辆的数量发生了变化，两列青梅线和五日市线专用的编成（青 458 和 658）转用于中央线使用的编成，成为 H58编成。2015 年 5 月，与 2008 年一样，两列青梅线和五日市线专用编成（青 659 和 459）被转用改为 H59 编成。这样做的目的是，由于同年 3 月的时刻表修订，仅在青梅线和五日市线的运用车辆变更，同时确保中央线有备用车辆。2020 年 6 月 11 日还引进了新的 T71 编成。

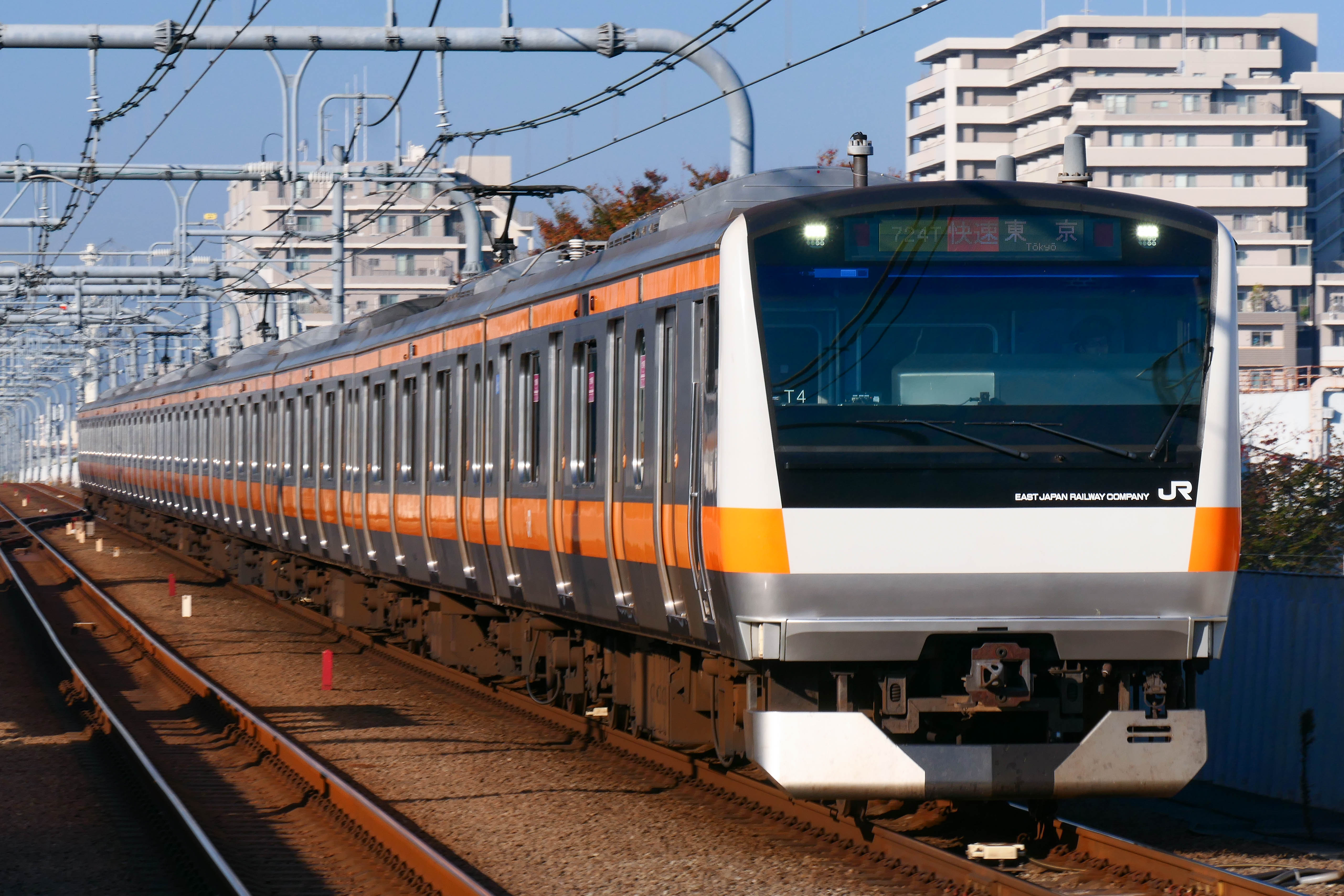
E233系0番台T編成 （2022年11月11日 武藏境站）
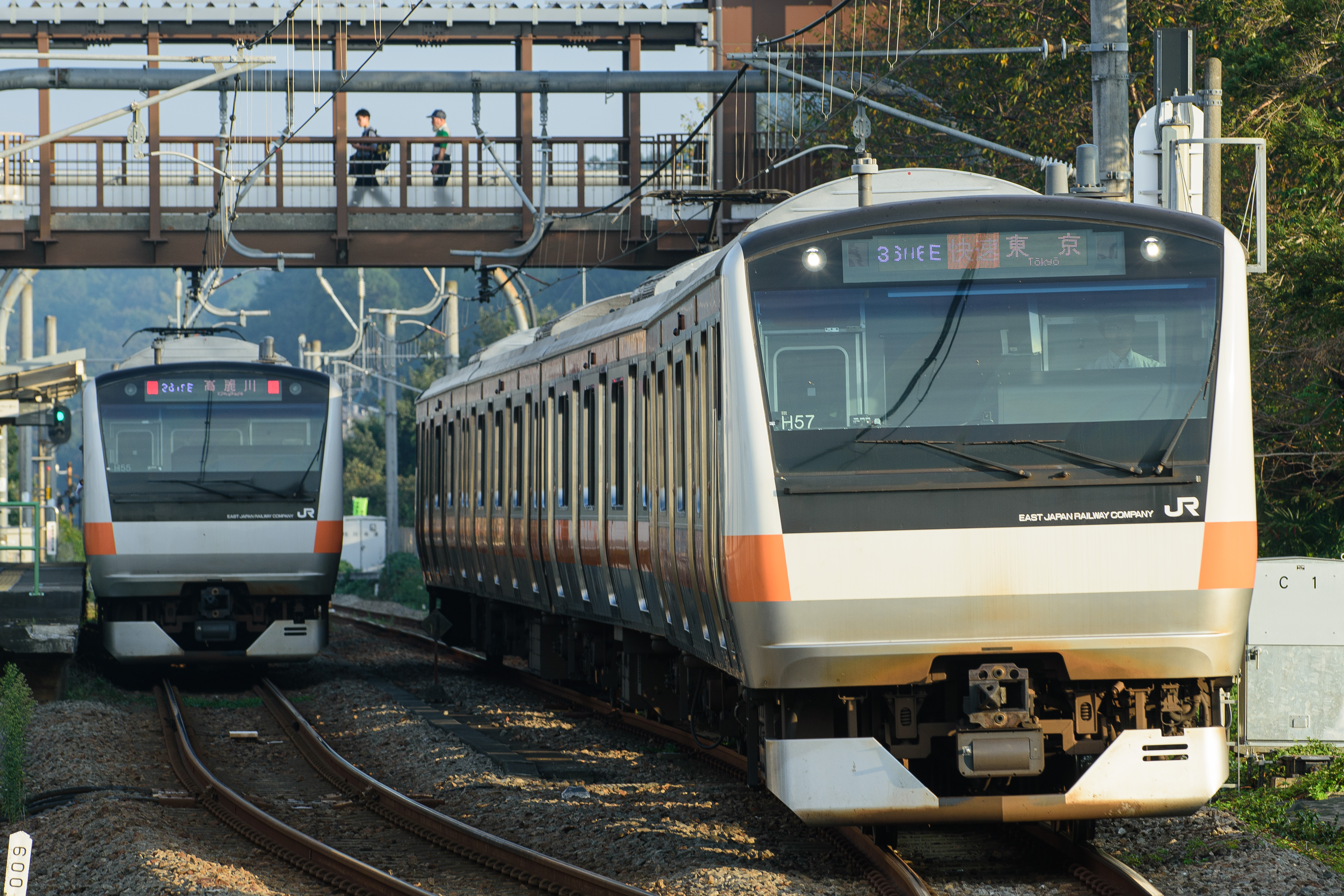
E233系0番台H編成 （2019年9月30日 八高线金子站）

### 退役車輛
快速
- 72系
- 101系（1957年12月－1985年3月）
- 103系（1973年4月－1983年3月）

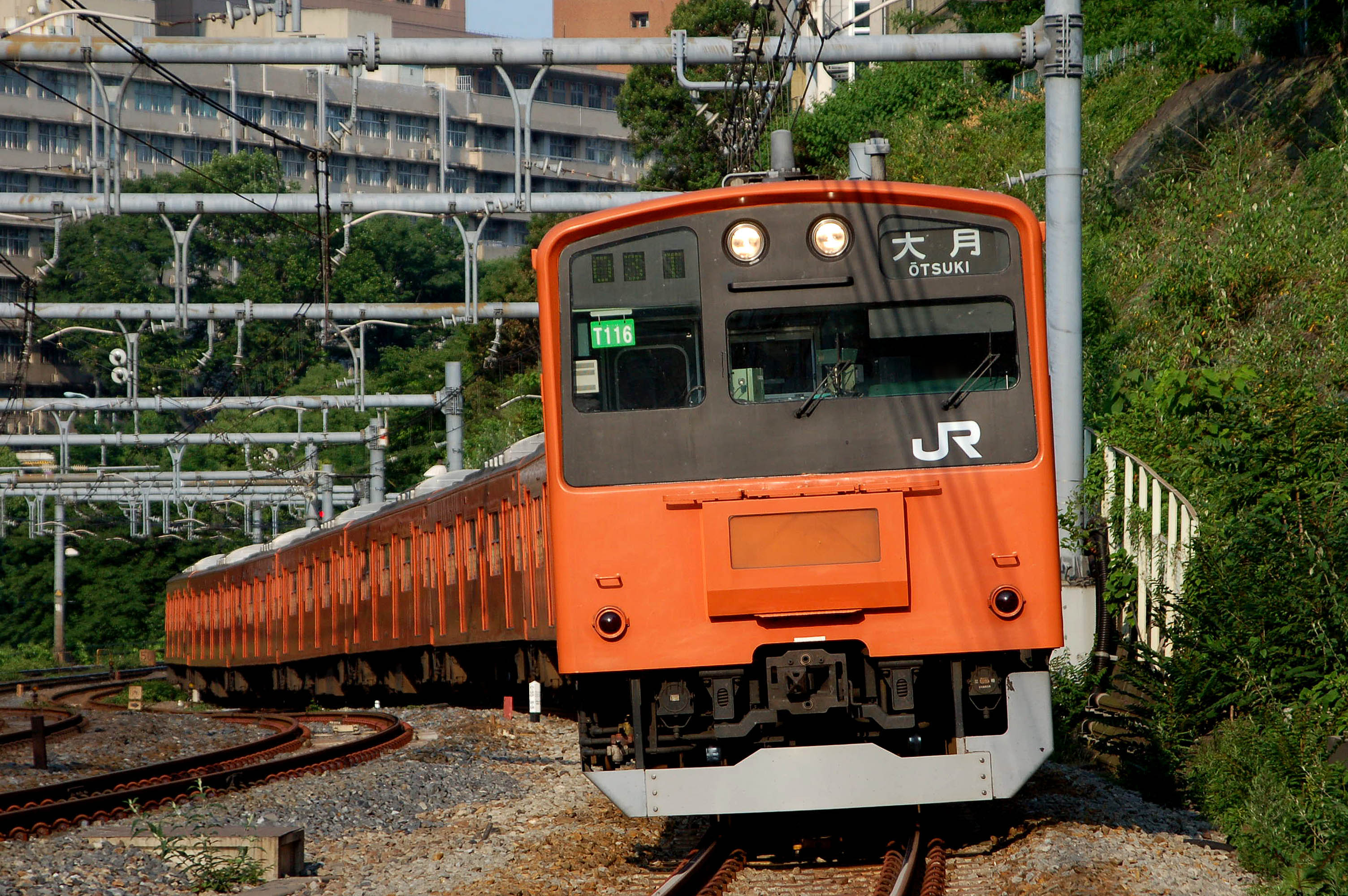
201系（2007年6月8日拍攝）

- 201系（1979年8月－2010年6月20日）
  - 曾是中央線快速的主力列車，當時的編組方式如下：
    - 基本以10輛編組運作，但也有4+6輛編組的列車。
    - 編組代號分別為T（10輛全通編組）、H（6+4輛編組）和青（青梅線、五日市線用列車）。

  - 2008年3月末期，201系已完全被E233系取代，所有T編組列車全部被拆毀退役，保留2列由H編組改編的T編組列車，作為後備列車。所有列車現時均配屬於豐田車輛中心。
  - 2010年6月20日，最后一辆H4编成201系完全退役，運行告別臨時班次（丰田―松本段），该班次是以団体临时列车的名义运行，运营至松本后运往长野报废。
- 209系1000番台[30][31](2019年3月－2024年9月)：2编成（共计20节车厢）
  - 因應2023年前於中央線快速用E233系0番台加入綠色車廂計畫導致營運及備用編組減少，過渡時期將運用2018年10月退出常磐緩行線營運並轉屬豐田車輛所的兩列209系1000番台替駛（マト81 - 82編成）。兩列列編組已分別於2018年11月及2019年1月底完成相關改造及變更塗色，並於3月16日重新投入使用。正常情况下，该列车运行区间仅限于东京站和高尾站之间。

中央專線、青梅專線特急列車
- 183系（1991年3月－2008年3月14日）
- E257系（2002年7月－2018年3月13日）

- E351系（1993年12月23日－2018年3月16日）E351系（2017年6月5日拍摄）

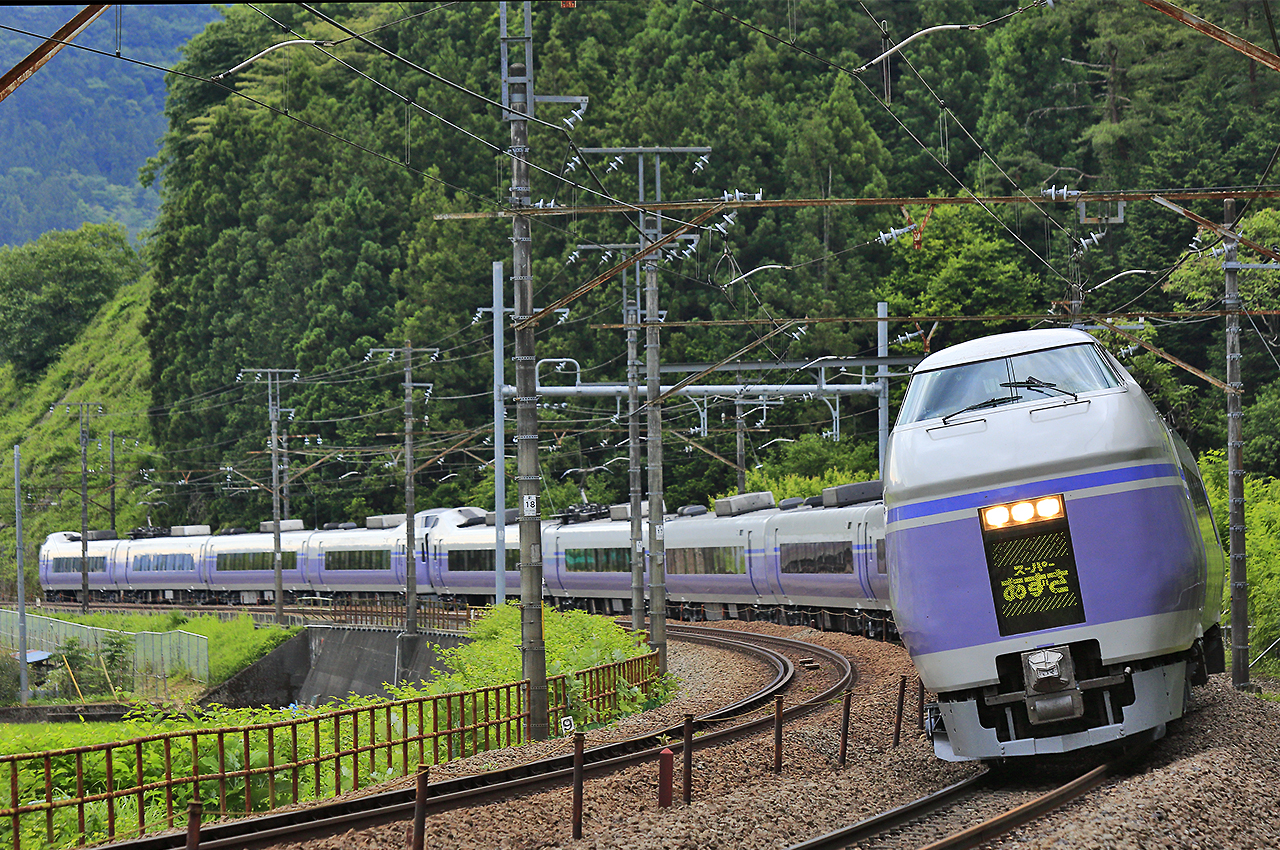
E351系（2017年6月5日拍摄）

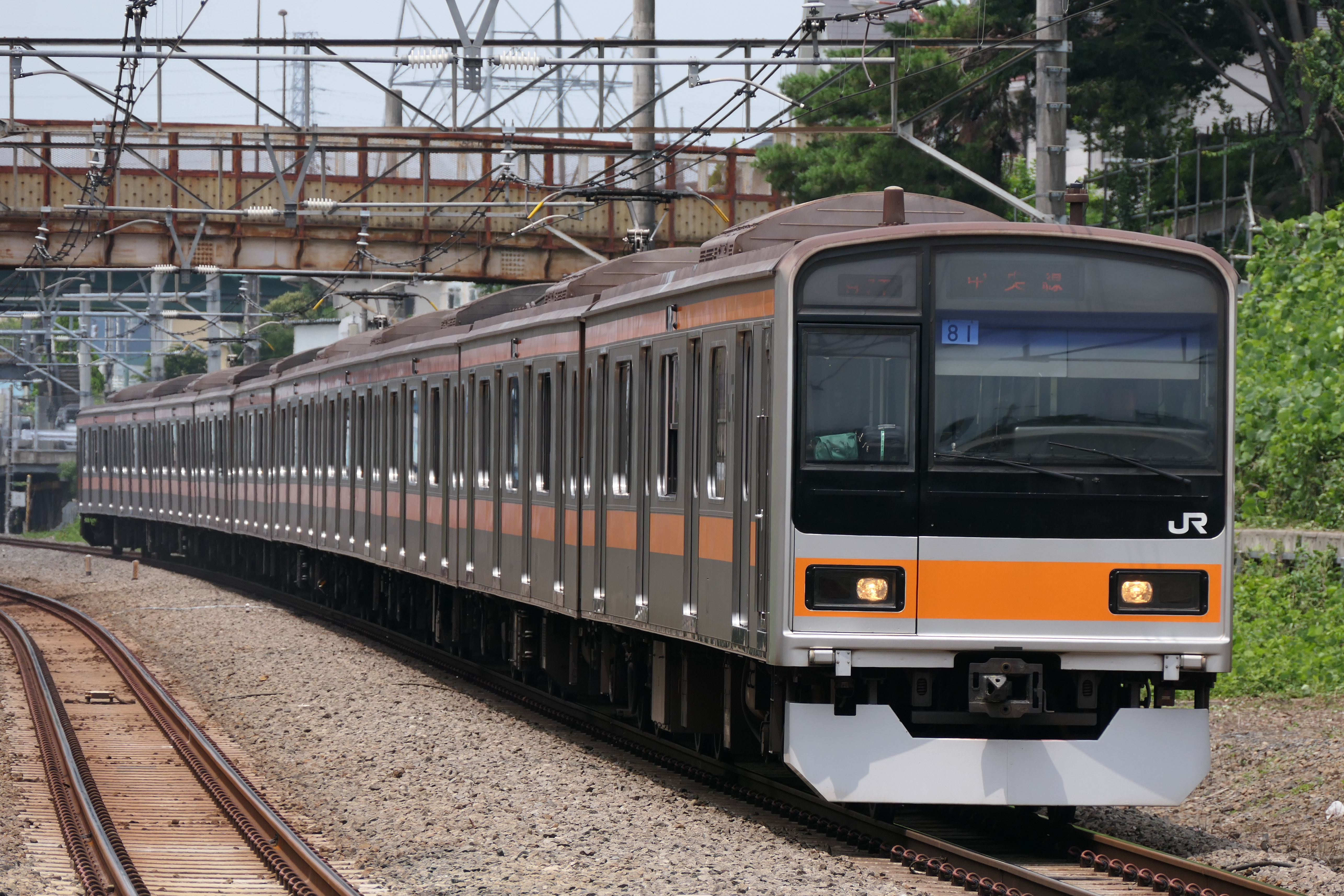
209系1000番台 （2019年6月29日 西国分寺站）

## 女性专用車廂
中央線快速所屬的中央本線是日本第一條設立女性專用車廂制度的路線。早在1912年，中央本線已經在通學繁忙時間設有婦女專用車廂。二次大戰後，也曾於1947年5月5日至1973年8月31日設置婦女兒童專用車廂。
日本警視廳曾對首都圈內各鐵路路線所發生的車廂內非禮案件（日本稱為「痴漢行為」）進行統計，發現發生在中央線快速的非禮案件宗數僅次於埼京線排行第二。有鑑於此，JR東日本於2005年9月5日在中央線快速系統開始實施女性专用車廂制度，是繼埼京線後第二條實行此制度的JR東日本路線。在平日早上繁忙時間（7時30分－9時30分）的上行快速和通勤特快列車，往東京方向的第一節車廂（1號車廂）被指定為女性专用車廂。但在2007年3月18日E233系可分割編組（6+4編組）投入服務後翌日實行新制度，4輛編組中的女性专用車廂被廢除，只有6輛編組和10輛編組往東京方向的第一節車廂被指定為女性专用車廂。因此，女性专用車廂的適用區域也有所改變。
女性专用車廂的實施路段
| 2005年9月5日－2007年3月16日 - 中央線快速：全線 - 青梅線：奥多摩→東京 - 八高線：高麗川→東京 - 富士急行線：河口湖→東京 | 2007年3月19日－ - 中央線快速：全線 - 青梅線：青梅→東京 - 八高線、富士急行線：廢除 - 五日市線：武藏五日市→東京 |

為了標示女性专用車廂，部分E233系的女性专用車廂的車體曾被塗上女性用品的廣告。至於新投入服務的E233系，則把車廂內所有吊環扶手全部降低至與優先席的吊環扶手同一高度。

## 发车音乐
中央线各站的发车旋律中使用了许多由塩塚博创作的 SH 系列旋律，但也使用了许多本地旋律。

使用当地旋律的车站如下：

高円寺站: 阿波踊り - 仅在各站停车站台的 1 号和 2 号站台使用。

阿佐谷站 : たなばたさま

三鷹站 : めだかの学校

武藏小金井站 : さくらさくら - 只在 1 号和 2 号月台使用。 过去，3 号和 4 号站台也曾使用过。

国分寺站 : 電車ごっこ

西国分寺站 : 一番星見つけた

丰田站: たきび

八王子站 : 夕焼け小焼け

## 車站列表
本列表只列出電車特定區間（東京－高尾）的車站，高尾以西路段的車站請參閱中央本線#車站列表
圖例
- 特定都區市內車站 … ：東京山手線內、：東京都區部境內
- 停車站
  - 除特急外的列車：●－所有列車停站；｜－所有班次通過；↓↑－只有單方向班次通過（↓↑表示運行方向）
    - 快速：▲－星期六、日全日通過該車站
    - 高尾以西路段除特急列車外均停所有車站

  - 特急「梓」、「甲斐路」、臨時列車：請參閱相關條目
- 轉乘路線：東京－新宿段的路線名為運行系統（正式路線名或有不同）
- 所有車站均位於東京都範圍內

| 車站編號 | 車站名稱   | 車站名稱 | 車站名稱 | 站間距 （km） | 里程 （km） | 停站類別 | 停站類別 | 停站類別 | 停站類別   | 停站類別 | 停站類別     | 停站類別 | 續接路線 | 所在地   |
| 車站編號 | 中文       | 日文     | 英文     | 站間距 （km） | 里程 （km） | 快速     | 通勤快速 | 中央特快 | 青梅特快   | 通勤特快 | 武藏野號     | 普通     | 續接路線 | 所在地   |
| -------- | ---------- | -------- | -------- | ------------- | ----------- | -------- | -------- | -------- | ---------- | -------- | ------------ | -------- | --- | -------- |
|          | 東京       |          |          | -             | 0.0         | ●        | ●        | ●        | ●          | ●        | 武藏野線直通 |          | 東日本旅客鐵道： 東北新幹線、山形新幹線、秋田新幹線、北海道新幹線、上越新幹線、北陸新幹線（長野經由）、 山手線（JY 01）、 京濱東北線（JK 26）、 東海道線（JT 01）、上野東京線（ 宇都宮線〔東北線〕、高崎線、 常磐線（快速））（JU 01）、 橫須賀·總武線（快速）（JO 19）、 京葉線（JE 01） 東海旅客鐵道： 東海道新幹線 東京地下鐵： 丸之內線（M-17） 東京地下鐵： 東西線⇒大手町（T-09） 東京地下鐵： 千代田線⇒二重橋前〈丸之內〉（C-10） 都營地下鐵： 三田線⇒大手町（I-09） | 千代田區 |
|          | 神田       |          |          | 1.3           | 1.3         | ●        | ●        | ●        | ●          | ●        | 武藏野線直通 |          | 東日本旅客鐵道： 山手線（JY 02）、 京濱東北線（JK 26） 東京地下鐵： 銀座線（G-13） | 千代田區 |
|          | 御茶之水   |          |          | 1.3           | 2.6         | ●        | ●        | ●        | ●          | ●        | 武藏野線直通 |          | 東日本旅客鐵道： 中央·總武線（各站停車）（JB 18） 東京地下鐵： 丸之內線（M-20） 東京地下鐵： 千代田線⇒新御茶之水（C-12） | 千代田區 |
|          | 四谷       |          |          | 4.0           | 6.6         | ●        | ●        | ●        | ●          | ●        | 武藏野線直通 |          | 東日本旅客鐵道： 中央·總武線（各站停車）（JB 14） 東京地下鐵： 丸之內線（M-12）、 南北線（N-08） | 新宿區   |
|          | 新宿       |          |          | 3.7           | 10.3        | ●        | ●        | ●        | ●          | ●        | 武藏野線直通 |          | 東日本旅客鐵道： 中央·總武線（各站停車）（JB 10）、 埼京線（JA 11）、 湘南新宿線（JS 20）、 山手線（JY 17） 京王電鐵： 京王線、 京王新線（KO01） 小田急電鐵： 小田原線（OH01） 東京地下鐵： 丸之內線（M-08） 都營地下鐵： 新宿線（S-01） 都營地下鐵： 大江戶線⇒新宿（E-27）、新宿西口（E-01） 西武鐵道： 新宿線⇒西武新宿（SS01） | 新宿區   |
|          | 中野       |          |          | 4.4           | 14.7        | ●        | ●        | ●        | ●          | ↑        | 武藏野線直通 |          | 東日本旅客鐵道： 中央·總武線（各站停車）（JB 07） 東京地下鐵： 東西線（T-01） | 中野區   |
|          | 高圓寺     |          |          | 1.4           | 16.1        | ▲        | ↓        | ｜       | ｜         | ↑        | 武藏野線直通 |          | 東日本旅客鐵道： 中央·總武線（各站停車）（JB 06） | 杉並區   |
|          | 阿佐谷     |          |          | 1.2           | 17.3        | ▲        | ↓        | ｜       | ｜         | ↑        | 武藏野線直通 |          | 東日本旅客鐵道： 中央·總武線（各站停車）（JB 05） | 杉並區   |
|          | 荻窪       |          |          | 1.4           | 18.7        | ●        | ●        | ｜       | ｜         | ↑        | 武藏野線直通 |          | 東日本旅客鐵道： 中央·總武線（各站停車）（JB 04） 東京地下鐵： 丸之內線（M-01） | 杉並區   |
|          | 西荻窪     |          |          | 1.9           | 20.6        | ▲        | ↓        | ｜       | ｜         | ↑        | 武藏野線直通 |          | 東日本旅客鐵道： 中央·總武線（各站停車）（JB 03） | 杉並區   |
|          | 吉祥寺     |          |          | 1.9           | 22.5        | ●        | ●        | ｜       | ｜         | ↑        | 武藏野線直通 |          | 東日本旅客鐵道： 中央·總武線（各站停車）（JB 02） 京王電鐵： 井之頭線（IN17） | 武藏野市 |
|          | 三鷹       |          |          | 1.6           | 24.1        | ●        | ●        | ●        | ●          | ↑        | 武藏野線直通 |          | 東日本旅客鐵道： 中央·總武線（各站停車）（JB 01） | 三鷹市   |
|          | 武藏境     |          |          | 1.6           | 25.7        | ●        | ↓        | ｜       | ｜         | ↑        | 武藏野線直通 |          | 西武鐵道： 多摩川線（SW01） | 武藏野市 |
|          | 東小金井   |          |          | 1.7           | 27.4        | ●        | ↓        | ｜       | ｜         | ↑        | 武藏野線直通 |          | | 小金井市 |
|          | 武藏小金井 |          |          | 1.7           | 29.1        | ●        | ↓        | ｜       | ｜         | ↑        | 武藏野線直通 |          | | 小金井市 |
|          | 國分寺     |          |          | 2.3           | 31.4        | ●        | ●        | ●        | ●          | ●        | 武藏野線直通 |          | 西武鐵道： 國分寺線、 多摩湖線 | 國分寺市 |
|          | 西國分寺   |          |          | 1.4           | 32.8        | ●        | ↓        | ｜       | ｜         | ↑        | 武藏野線直通 |          | 東日本旅客鐵道： 武藏野線（JM 33） | 國分寺市 |
|          | 國立       |          |          | 1.7           | 34.5        | ●        | ↓        | ｜       | ｜         | ↑        | ●            |          | 東日本旅客鐵道： 國立支線 | 國立市   |
|          | 立川       |          |          | 3.0           | 37.5        | ●        | ●        | ●        | ●          | ●        | ●            | ●        | 東日本旅客鐵道： 青梅線（部分東京方向及青梅方向直通運轉）、 南武線（JN 26） 多摩都市單軌電車： 多摩都市單軌電車線⇒立川北、立川南 | 立川市   |
|          | 日野       |          |          | 3.3           | 40.8        | ●        | ●        | ●        | 青梅線直通 | ↑        | ●            | ●        | | 日野市   |
|          | 豐田       |          |          | 2.3           | 43.1        | ●        | ●        | ●        | 青梅線直通 | ↑        | ●            | ●        | | 日野市   |
|          | 八王子     |          |          | 4.3           | 47.4        | ●        | ●        | ●        | 青梅線直通 | ●        | ●            | ●        | 東日本旅客鐵道： 橫濱線（JH 32）、八高線 京王電鐵： 京王線⇒京王八王子（KO34） | 八王子市 |
|          | 西八王子   |          |          | 2.4           | 49.8        | ●        | ●        | ●        | 青梅線直通 | ↑        |              | ●        | | 八王子市 |
|          | 高尾       |          |          | 3.3           | 53.1        | ●        | ●        | ●        | 青梅線直通 | ●        |              | ●        | 東日本旅客鐵道： 中央本線〈大月、甲府、河口湖（富士急行線）方向（部分直通運轉）〉 京王電鐵： 高尾線（KO52） | 八王子市 |

### 過去的接續路線
- 三鷹站：武藏野競技場線（日语：武蔵野競技場前駅） - 1959年11月1日廢除
- 國分寺站：下河原線（日语：下河原線）- 1973年4月1日廢除

### 
- 部分快速、通勤快速（只限下行由東京開出）和全部青梅特快及青梅專線列車會自立川站起直通青梅線至青梅站，而通勤特快列車每日會有一班由青梅站開出。另外，還有自奥多摩站開出的快速列車。除了青梅專線列車外，其他列車在青梅線內均為各站停車。此外，也有自五日市線武藏五日市站和八高線高麗川站開出的快速及青梅特快（星期六、日及公眾假期）列車，這些列車在五日市線和八高線內均為各站停車。
- 在立川站以東路段開出的班次中，部分快速、通勤快速、中央特快和通勤特快列車最遠會駛至高尾站。極少數班次更會駛入至大月站。
- 除通勤特快和專線列車外，所有班次在立川站以西路段均為各站停車。
- 早上和傍晚的部分普通、快速、通勤快速和中央特快列車在停靠大月站後進入富士急行線河口湖站提供直通運作班次。
- 本線設有由武藏小金井、立川站、豐田站、八王子站往返東京站的快速列車(區間車)，以疏導繁忙時間人潮。

## 歷史
- 1889年（明治22年）4月11日：甲武鐵道新宿－立川一段開業。
- 1889年（明治22年）8月11日：立川－八王子的延線開業。
- 1894年（明治27年）10月9日：牛込－新宿的延線（通稱「市街線」）開業。
- 1895年（明治28年）4月3日：飯田町－牛込的延線開業。
- 1904年（明治37年）8月21日：飯田町－中野路段完成電氣化（使用600V直流電），為日本最早的電氣化鐵路。
- 1904年（明治37年）12月31日：御茶之水－飯田町的延線開業（電氣化路段）。
- 1901年（明治34年）8月1日：官設鐵道（八王子－上野原）開業。
- 1902年（明治35年）
  - 6月1日：上野原－鳥澤的延線開業。
  - 10月1日：鳥澤－大月的延線開業。
- 1906年（明治39年）10月1日：甲武鐵道根據鐵道國有法被國有化，御茶之水－八王子的原有路段與八王子－篠之井路段合併為一條新路線。
- 1908年（明治41年）4月19日：御茶之水－昌平橋的延線開業（電氣化路段）。
- 1911年（明治44年）5月1日：宮之越－木曾福島的延線開業（全線通車）。與現在的中央西線合併後，整條路線（昌平橋－名古屋）改稱為「中央本線」。
- 1912年（明治45年）4月1日：昌平橋－萬世橋的延線開業（電氣化路段）。
- 1919年（大正8年）
  - 1月25日：中野－吉祥寺路段完成電氣化。
  - 3月1日：萬世橋－東京的延線開業。
- 1920年（大正9年）5月26日：國分寺－下河原的貨物支線開業（東京砂利鐵道の線路を譲受、1910年（明治43年）敷設）。
- 1922年（大正11年）11月20日：吉祥寺－國分寺路段完成電氣化。
- 1927年（昭和2年）
  - 2月：東淺川站開業。
  - 3月1日：代代木－信濃町路段完成雙複線化工程。
- 1928年（昭和3年）
  - 5月1日：新宿－中野路段完成雙複線化工程。
  - 11月15日：飯田橋站開業。
- 1929年（昭和4年）3月10日：國分寺－國立路段完成電氣化。
- 1929年（昭和4年）4月15日：飯田町－信濃町路段完成雙複線化工程。牛込站（現在飯田橋站東口附近）被廢除。
- 1929年（昭和4年）6月16日：國立－立川路段完成電氣化。
- 1930年（昭和5年）12月20日：立川－淺川（現在的高尾）路段完成電氣化。
- 1931年（昭和6年）4月1日：淺川－甲府路段完成電氣化。
  - 但淺川以西路段均以電力機車牽引客車來提供服務。
- 1932年（昭和7年）7月1日：御茶之水－飯田橋完成雙複線化工程。御茶之水站完成改善工程。總武本線列車開始進入本線。
- 1933年（昭和8年）
  - 7月15日：長距離列車在東京的發車站從飯田町站移至新宿站。
  - 9月1日：早上繁忙時間限定的急行列車班次（日語原文：急行電車，路線：御茶之水－中野）開始運作。
- 1934年（昭和9年）4月2日：國分寺－東京競馬場前的支線開業（電氣化路線，其中國分寺－北府中一段擁有雙重戶籍）。
- 1943年（昭和18年）11月1日：萬世橋站休業（實際上是被廢除）。
- 1944年（昭和19年）
  - 3月5日：急行列車的服務擴充至週末。
  - 10月1日：國分寺－東京競馬場前的支線休業。
- 1946年（昭和21年）
  - 6月14日：一列滿載的列車在駛經東中野和大久保之間的一個轉彎路段時，列車的一道車門被乘客壓毀，導致3名乘客被拋出車外死亡。
  - 6月17日：早上限定的上行急行列車改為不停四谷站。
- 1947年（昭和22年）
  - 4月24日：國分寺－東京競馬場前的支線重開。
  - 5月5日：急行列車設立「婦女兒童専用車廂」。
- 1949年（昭和24年）9月：列車再次加入二等車廂。
- 1951年（昭和26年）
  - 4月14日：三鷹－武藏野競技場前的支線開業（列車班次不定期）。
  - 9月17日：早上限定的上行急行列車不停四谷站的措施被終止。
- 1956年（昭和31年）9月1日：國分寺－下河原的貨物支線起點改至北府中，國分寺－東京競馬場前支線的雙重戶籍問題解決。
- 1957年（昭和32年）：急行列車引入101系列車。二等車廂被廢除，改為設立「老幼優先車廂」（1958年廢除）。
- 1959年（昭和34年）
  - 11月1日：三鷹－武藏野競技場前支線被廢除。
  - 11月9日：急行列車在平日全日提供服務。
- 1960年（昭和35年）9月10日：東淺川站被廢除。
- 1961年（昭和36年）3月17日：急行列車「阿爾卑斯」號投入服務，使用時車票需額外繳付急行列車的附加費。原有的急行列車則改為現稱──「快速列車」。
- 1966年（昭和41年）4月28日：中野－荻窪路段完成多線化工程。快速列車全日服務擴展至週末。
- 1967年（昭和42年）7月3日：路線從中野伸延至高尾。同時開設「特別快速」的班次，當時只在中午時運作。
- 1969年（昭和44年）4月8日：荻窪－三鷹路段完成多線化工程。
- 1973年（昭和48年）
  - 4月1日：國分寺－東京競馬場前支線被廢除。北府中－下河原間貨物支線改屬武藏野線（1976年9月20日被廢除）。
  - 9月1日：廢除「婦女兒童専用車廂」制度。
- 1979年（昭和54年）：201系的試製列車投入服務。
- 1981年（昭和56年）：201系的量産列車投入服務。
- 1985年（昭和60年）3月14日：進入新宿的定期普通列車班次除了晚上下行一班以外全部被廢除。
- 1986年（昭和61年）11月1日：重新推出進入新宿的定期普通列車班次，班次主要在早晚繁忙時間。快速列車的運作路段再伸延至大月，成為現在中央線快速的路線。同時開設「通勤快速」班次。
- 1988年（昭和63年）12月1日：國分寺站完成擴張工程，月台數增加至2面4線。此前的特別快速班次更名為現在的「中央特快」，並加停國分寺站。同時，開設直通青梅線、不停國分寺站的「青梅特快」班次。另外，在傍晚繁忙時間加開「通勤快速」班次，停車站與現在相同。
- 1990年（平成2年）3月10日：快速列車開始提供直通富士急行線至河口湖的服務。
- 1991年（平成3年）3月16日：開設名為「晨早專線高尾、青梅」和「專線往返高尾、青梅」的列車班次。
- 1993年（平成5年）4月10日：「青梅特快」增停國分寺站。同時，開設「通勤特快」班次。
- 1993年（平成5年）12月1日：自新宿開出的普通列車班次（下行3班、上行1班）全部被廢除。
- 1996年（平成8年）3月16日：八高線電氣化工程完成。此後，開始提供直通青梅線和八高線至高麗川的服務。
- 1999年（平成11年）12月4日：開設自高尾站開出的「成田特快」班次（每日來回各一班）。
- 2001年（平成13年）12月1日：「晨早專線高尾、青梅」和「專線往返高尾、青梅」的運行方式改變，並改稱為「中央專線」和「青梅專線」。
- 2005年（平成17年）9月5日：再次實施「女性専用車廂」的措施。
- 2006年（平成18年）12月26日：E233系投入服務。
- 2008年（平成20年）3月17日：3月15日修正時刻表後開始（平日）提供自東京出發前往八高線箱根崎站的班次。
- 2010年（平成22年）
  - 10月17日：201系列車退出服務。
  - 11月7日：西國分寺－立川段上行線高架化。
- 2013年（平成25年）3月16日：東京站 - 八王子站之間最高行車速度由95km/h增至100km/h。
- 2017年（平成29年）3月4日：取消所有新宿站起點的中央特快列車，所有中央特快列車於中野站停車。
- 2019年（令和平年）3月4日：取消中央Liner及青梅Liner特急列車班次。
- 2020年（令和2年）3月14日：隨著JR東日本推動中央線快速加設雙層綠色車廂及12輛化，加上E231系0/500番台和E233系0番台車門並不完全對準，不利加設月台閘門，所以在2020年3月的時刻表改正中中央線快速和中央・總武緩行線正式實施全日緩急分離。中央線快速廢除各站停車班次，基本列車全數統一為快速，並全線行走中央急行線。中央・總武緩行線全日則改為在三鷹發著，並廢除御茶之水站折返（深夜保留極少數御茶之水發著的各停列車）及直通至三鷹以西的服務。

## 外部連結
- （日語）
- 中央線高架化工程紀錄[永久]（日語）